# فهرست رویدادهای غیر رایگان دبلیودبلیوئی

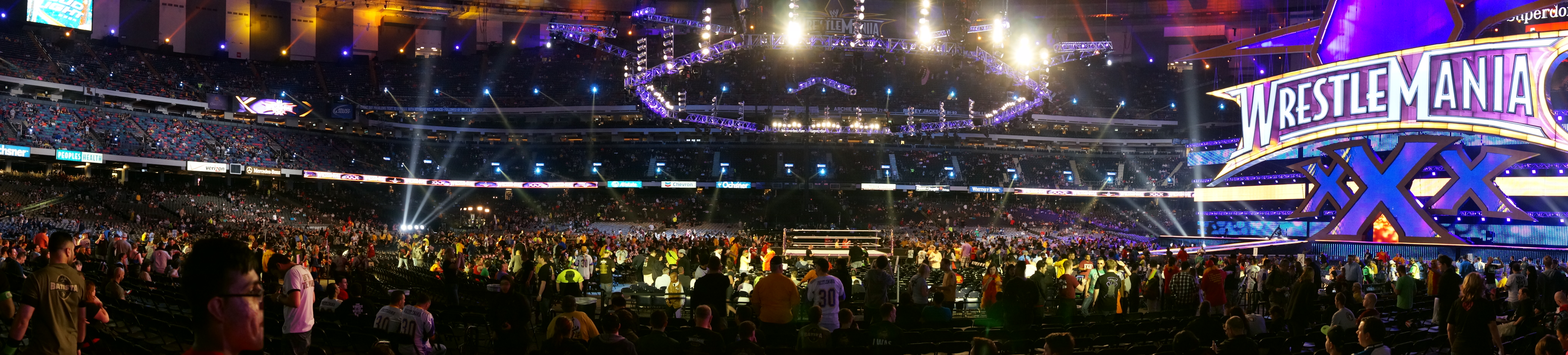
رسلمنیا از دیرباز یکی از موفق‌ترین پی-پر-ویوهای شرکت دبلیودبلیوئی بوده‌است.

فهرست زیر فهرستی از رویدادهای کمپانی دبلیودبلیوئی از آغاز تاکنون است.
شرکت دبلیودبلیوئی از دههٔ ۸۰ میلادی تاکنون پخش رویدادهای پرداختی یا غیر رایگان یا پی-پر-ویوها را با پخش چهار رویداد اصلی (رویال رامبل، رسلمنیا، سامر اسلم و سروایور سریز) در اولویت‌های اصلی خود قرار داده‌است. در دههٔ ۹۰ ترتیب پخش این رویدادهای پرداختی به گونه‌ای قرار گرفت که هر ماه، یک رویداد پخش شود. این افزایش تعداد در رویدادها تا سال ۲۰۰۶ نیز ادامه داشت تا جایی که دبلیودبلیوئی ۱۶ شو را در یک سال پخش کرد اما این تعداد در سال ۲۰۱۲ به دوازده شو در سال کاهش یافت. در ژوئیه ۲۰۱۶، تعداد رویدادها (به دلیل جداشدن برندهای راو و اسمکداون) به عدد شانزده بازگشت.
این رویدادها یا به‌اصطلاح پی-پر-ویوها، معمولاً مدت زمانی حدود سه ساعت دارند در حالی‌که رویدادهای مخصوصی چون رسلمنیا می‌توانند تا پنج ساعت نیز برسند.
از سال ۲۰۰۸ تاکنون، تمامی رویدادهای دبلیودبلیوئی، به صورت اچ‌دی پخش شده‌اند.

## رویدادهای گذشته

### دهه ۸۰ میلادی

#### ۱۹۸۵
| تاریخ    | رویداد      | محل برگزاری        | محل              | رویداد اصلی                                            | تعداد تماشاچیان |
| -------- | ----------- | ------------------ | ---------------- | ------------------------------------------------------ | --------------- |
| مارس ۳۱  | رسلمنیا     | مدیسن اسکوئر گاردن | نیویورک، نیویورک | هالک هوگان و آقای تی در مقابل رادی پایپر و پل اورندورف | ۱٬۰۰۰٬۰۰۰       |
| نوامبر ۷ | کشتی کلاسیک | رووزمانت افق       | روزمونت، ایلینوی | جانکیارد داگ مقابل رندی سوج                            |                 |

#### ۱۹۸۶
| تاریخ  | رویداد    | محل برگزاری                        | محل                 | رویداد اصلی                                         | تعداد تماشاچیان |
| ------ | --------- | ---------------------------------- | ------------------- | --------------------------------------------------- | --------------- |
| مارس ۷ | رسلمنیا ۲ | یادبود سربازان ناسائو در سالن بزرگ | یونیندل نیویورک     | آقای تی در مقابل رادی پایپر                         | ۲۵۰٬۰۰۰         |
| مارس ۷ | رسلمنیا ۲ | رووزمانت افق                       | روزمونت، ایلینوی    | ولف ولنتاین و بروتوس بیف‌کیک در مقابل بریتیش بولداگز | ۲۵۰٬۰۰۰         |
| مارس ۷ | رسلمنیا ۲ | Los Angeles Memorial Sports Arena  | لس آنجلس، کالیفرنیا | هالک هوگان در مقابل کینگ کونگ باندی                 | ۲۵۰٬۰۰۰         |

#### ۱۹۸۷
| تاریخ     | رویداد       | محل برگزاری       | محل                    | رویداد اصلی | تعداد تماشاچیان |
| --------- | ------------ | ----------------- | ---------------------- | --- | --------------- |
| مارس ۲۹   | مسابقات III  | پونتیاک سیلوردوم  | پونتیاک میشیگان        | هالک هوگان در مقابل آندره د جاینت                                                                                       | ۴۰۰٬۰۰۰         |
| نوامبر ۲۶ | سروایور سریز | ریچفیلد سالن بزرگ | ریچفیلد شهرستان اوهایو | هالک هوگان، پل اردناف، دان موراکو و بم بم بیگلو در مقابل آندره د جاینت یک مرد باند، کینگ کونگ باندی با ریک رود و بوچ نی | ۳۲۵٬۰۰۰         |

#### ۱۹۸۸
| تاریخ     | رویداد       | محل برگزاری                 | محل                    | رویداد اصلی | تعداد تماشاچیان |
| --------- | ------------ | --------------------------- | ---------------------- | --- | --------------- |
| آوریل ۲۷  | مسابقات IV   | اطلس شهرستان کنوانسیون سالن | آتلانتیک سیتی نیوجرسی  | رندی سوج در مقابل تد دی‌بیاسی                                                                                              | ۴۸۵٬۰۰۰         |
| اوت ۲۹    | سامر اسلم    | مدیسن اسکوئر گاردن          | نیویورک، نیویورک       | مگا قدرت (رندی سوج و هالک هوگان) در مقابل مگا دیگران (تد دی‌بیاسی و آندره د جاینت)                                         | ۴۰۰٬۰۰۰         |
| نوامبر ۲۴ | سروایور سریز | سالن بزرگ در ریچفیلد        | ریچفیلد شهرستان اوهایو | رندی سوج، هالک هوگان، هرکولبا Koko B. افزار و جنگلی جیم در مقابل رئیس بزرگ‌مردهای Akeem، تد دی‌بیاسی با Haku و قرمز Rooster | ۳۱۰٬۰۰۰         |

#### ۱۹۸۹
| تاریخ     | رویداد           | محل برگزاری                 | محل                    | رویداد اصلی | تعداد تماشاچیان |
| --------- | ---------------- | --------------------------- | ---------------------- | --- | --------------- |
| ژانویه ۱۵ | رویال رامبل      | نشست                        | هوستون تگزاس           | مسابقهٔ رویال رامبل ۳۰ نفره | ۱۶۵٬۰۰۰         |
| مارس ۲    | مسابقات V        | اطلس شهرستان کنوانسیون سالن | آتلانتیک سیتی نیوجرسی  | رندی سوج در مقابل هالک هوگان | ۷۶۷٬۰۰۰         |
| اوت ۲۸    | سامر اسلم        | برندان بایرن آرنا           | رادرفورد شرقی، نیوجرسی | هالک هوگان و بروتوس کس در مقابل رندی سوج و Zeus | ۶۲۵٬۰۰۰         |
| نوامبر ۲۳ | سروایور سریز     | رووزمانت افق                | روزمونت، ایلینوی       | نهایی رزمندگان - آلتیمت واریر با جیم نایدهارت و راکرز (شاون مایکلز و مارتی جنتی) در مقابل این Heenan خانواده - آندره د جاینتبا Hakuهای Arn وerson و بابی Heenan | ۳۸۵٬۰۰۰         |
| دسامبر ۲۷ | نظامی: بازی/فیلم | نشویل سالن اجتماعات شهرداری | نشویل، تنسی            | هالک هوگان و بروتوس کس در مقابل رندی سوج و Zeus |                 |

### دهه ۹۰ میلادی

#### ۱۹۹۰
| تاریخ     | رویداد       | محل برگزاری        | محل                     | رویداد اصلی | تعداد تماشاچیان |
| --------- | ------------ | ------------------ | ----------------------- | --- | --------------- |
| ژانویه ۲۱ | رویال رامبل  | اورلاندو آرنا      | اورلاندو فلوریدا        | مسابقهٔ رویال رامبل ۳۰ نفره                                                                                             | ۲۶۰٬۰۰۰         |
| مارس ۱    | مسابقات VI   | SkyDome            | تورنتو، انتاریو، کانادا | هالک هوگان در مقابل نهایی جنگجو                                                                                        | ۵۶۰٬۰۰۰         |
| اوت ۲۷    | سامر اسلم    | طیف                | فیلادلفیا، پنسیلوانیا   | نهایی جنگجو در مقابل ریک رود                                                                                           | ۵۰۷٬۰۰۰         |
| نوامبر ۲۲ | سروایور سریز | هارتفورد مدنی سنتر | هارتفورد، کنتیکت        | نهایی جنگجو هالک هوگان و Tito Santana در مقابل تد دی‌بیاسی با ریک Martelهای The Warlord و قدرت و افتخار (هرکول و پل رم) | ۴۰۰٬۰۰۰         |

#### ۱۹۹۱
| تاریخ     | رویداد            | محل برگزاری                       | محل                 | رویداد اصلی                                                                                           | تعداد تماشاچیان |
| --------- | ----------------- | --------------------------------- | ------------------- | --- | --------------- |
| ژانویه ۱۹ | رویال رامبل       | میامی آرنا                        | میامی، فلوریدا      | مسابقهٔ رویال رامبل ۳۰ نفره                                                                            | ۴۴۰٬۰۰۰         |
| آوریل ۲۴  | رسلمنیا هفتم      | Los Angeles Memorial Sports Arena | لس آنجلس، کالیفرنیا | گروهبان. کشتار در مقابل هالک هوگان                                                                    | ۷۶۴٬۰۰۰         |
| اوت ۲۶    | سامر اسلم         | مدیسن اسکوئر گاردن                | نیویورک، نیویورک    | هالک هوگان و نهایی جنگجو در مقابل گروهبان. کشتار ژنرال عدنان و Col. مصطفی                             | ۴۰۵٬۰۰۰         |
| نوامبر ۲۷ | سروایور سریز      | جو لوئیس آرنا                     | دیترویت، میشیگان    | Big Boss و لژیون رستاخیز (شاهین و حیوانات) در مقابل اروین R. Schyster و بلایای طبیعی (زلزله و گردباد) | ۳۰۰٬۰۰۰         |
| دسامبر ۳  | این جمعه در تگزاس | فریمن سالن بزرگ                   | سن آنتونیو تگزاس    | آندرتیکر در مقابل هالک هوگان                                                                          |                 |

#### ۱۹۹۲
| تاریخ     | رویداد       | محل برگزاری                    | محل                    | رویداد اصلی                   | تعداد تماشاچیان |
| --------- | ------------ | ------------------------------ | ---------------------- | ----------------------------- | --------------- |
| ژانویه ۱۹ | رویال رامبل  | Knickerbocker آرنا             | Albany, New York       | مسابقهٔ رویال رامبل ۳۰ نفره    | ۲۶۰٬۰۰۰         |
| مارس ۵    | رسلمنیا هشتم | لقب استان و مردم ایندیانا گنبد | ایندیاناپلیس، ایندیانا | هالک هوگان در مقابل سایکو سید | ۳۹۰٬۰۰۰         |
| اوت ۳۱    | سامر اسلم    | ورزشگاه ومبلی                  | لندن، انگلستان         | برت هارت مقابل بریتیش بولداگ  | ۲۸۰٬۰۰۰         |
| نوامبر ۲۵ | سروایور سریز | ریچفیلد سالن بزرگ              | ریچفیلد شهرستان اوهایو | برت هارت مقابل شاون مایکلز    | ۲۵۰٬۰۰۰         |

#### ۱۹۹۳
| تاریخ     | رویداد       | محل برگزاری   | محل                 | رویداد اصلی | تعداد تماشاچیان |
| --------- | ------------ | ------------- | ------------------- | --- | --------------- |
| ژانویه ۲۴ | رویال رامبل  | آآرسی‌او آرنا  | ساکرامنتو کالیفرنیا | مسابقهٔ رویال رامبل ۳۰ نفره | ۳۰۰٬۰۰۰         |
| مارس ۴    | مسابقات IX   | سیزرز پالاس   | پارادایس، نوادا     | یوکوزونا در مقابل هالک هوگان | ۴۳۰٬۰۰۰         |
| ژوئن ۱۳   | پادشاه رینگ  | Nutter سنتر   | دیتون اوهایو        | برت هارت مقابل بم بم بیگلو | از ۲۴۵٫۰۰۰      |
| اوت ۳۰    | سامر اسلم    | کاخ آوبرن‌هیلز | آوبرن‌هیلز، میشیگان  | یوکوزونا در مقابل Lex Luger | ۲۵۰٬۰۰۰         |
| نوامبر ۲۴ | سروایور سریز | بوستون گاردن  | بوستون، ماساچوست    | تمام آمریکایی‌ها (لکس لوگر، آندرتیکر و برادران اشتاینر (ریک اشتاینر و اسکات اشتاینر)) در مقابل خارجی متعصب - یوکوزوناهای لودویگ Borgaبا ژاک karen reilly و له | ۱۸۰٬۰۰۰         |

#### ۱۹۹۴
| تاریخ     | رویداد       | محل برگزاری        | محل                 | رویداد اصلی                  | تعداد تماشاچیان |
| --------- | ------------ | ------------------ | ------------------- | ---------------------------- | --------------- |
| ژانویه ۲۲ | رویال رامبل  | پراویدنس سنتر مدنی | پراویدنس، رود آیلند | مسابقهٔ رویال رامبل ۳۰ نفره   | ۲۰۰٬۰۰۰         |
| آوریل ۲۰  | رسلمنیا X    | مدیسن اسکوئر گاردن | نیویورک، نیویورک    | یوکوزونا در مقابل برت هارت   | ۴۲۰٬۰۰۰         |
| ژوئن ۱۹   | پادشاه رینگ  | بالتیمور آرنا      | بالتیمور، مریلند    | رادی پیپر در مقابل جری لاولر | ۱۸۵٬۰۰۰         |
| اوت ۲۹    | سامر اسلم    | سنتر متحده         | شیکاگو، ایلینوی     | آندرتیکر در مقابل آندرتیکر   | ۳۰۰٬۰۰۰         |
| نوامبر ۲۳ | سروایور سریز | فریمن سالن بزرگ    | سن آنتونیو تگزاس    | آندرتیکر در مقابل یوکوزونا   | ۲۵۴٬۰۰۰         |

#### ۱۹۹۵
| تاریخ      | رویداد         | محل برگزاری                 | محل                        | رویداد اصلی                                          | تعداد تماشاچیان |
| ---------- | -------------- | --------------------------- | -------------------------- | ---------------------------------------------------- | --------------- |
| ژانویه ۲۲  | رویال رامبل    | USF خورشید گنبد             | تمپا فلوریدا               | مسابقهٔ رویال رامبل ۳۰ نفره                           | ۲۲۵٬۰۰۰         |
| مارس ۲     | رسلمنیا یازدهم | هارتفورد مدنی سنتر          | هارتفورد، کنتیکت           | بم بم بیگلو در مقابل لارنس تیلور                     | ۳۴۰٬۰۰۰         |
| مه ۱۴      | در خانهٔ شما ۱  | Onondaga County یادبود جنگ  | سیراکیوس، نیویورک          | دیزل مقابل سایکو سید                                 |                 |
| ژوئن ۲۵    | پادشاه رینگ    | CoreStates طیف              | فیلادلفیا، پنسیلوانیا      | دیزل و بم بم بیگلو در مقابل سایکو سید و تاتانکا      | ۱۵۰٬۰۰۰         |
| ژوئیه ۲۳   | در خانهٔ شما ۲  | نشویل سالن اجتماعات شهرداری | نشویل، تنسی                | دیزل مقابل سایکو سید                                 |                 |
| اوت ۲۷     | سامر اسلم      | مدنی آرنا                   | پیتسبرگ                    | دیزل مقابل پادشاه مابل                               | ۲۰۵٬۰۰۰         |
| سپتامبر ۲۴ | در خانهٔ شما ۳  | سگینا مدنی سنتر             | میشیگان                    | دیزل و شاون مایکلز در مقابل یوکوزونا و بریتیش بولداگ |                 |
| اکتبر ۲۲   | در خانهٔ شما ۴  | Winnipeg آرنا               | Winnipeg, Manitoba, Canada | دیزل مقابل بریتیش بولداگ                             |                 |
| نوامبر ۱۹  | سروایور سریز   | USAir آرنا                  | Lوover مریلند              | دیزل مقابل برت هارت                                  | ۱۲۸٬۰۰۰         |
| دسامبر ۱۷  | در خانهٔ شما ۵  | Hersheypark آرنا            | هرشی پنسیلوانیا            | برت هارت مقابل بریتیش بولداگ                         |                 |

#### ۱۹۹۶
| تاریخ      | رویداد                                | محل برگزاری             | محل                           | رویداد اصلی                                                                                     | تعداد تماشاچیان |
| ---------- | ------------------------------------- | ----------------------- | ----------------------------- | ----------------------------------------------------------------------------------------------- | --------------- |
| ژانویه ۲۱  | رویال رامبل                           | Sellو آرنا              | فرزنو کالیفرنیا               | برت هارت مقابل آندرتیکر                                                                         | ۲۶۰٬۰۰۰         |
| فوریه ۱۸   | در خانهٔ شما ۶                         | لویی باغ                | لویی‌ویل، کنتاکی               | برت هارت مقابل دیزل                                                                             |                 |
| مارس ۳۱    | رسلمنیا دوازدهم                       | نوک پیکان برکه          | آناهایم، کالیفرنیا            | برت هارت مقابل شاون مایکلز                                                                      | ۲۹۰٬۰۰۰         |
| آوریل ۲۸   | در خانهٔ شما ۷: خوب دوستان بهتر دشمنان | اوماها مدنی سالن        | اوماها                        | شاون مایکلز در مقابل دیزل                                                                       |                 |
| مه ۲۶      | در خانهٔ شما ۸: برحذر باشید از سگ      | فلورانس سنتر مدنی       | Florence, South Carolina      | شاون مایکلز در مقابل بریتیش بولداگ                                                              |                 |
| مه ۲۸      | در خانهٔ شما ۸: برحذر باشید از سگ      | شمال چارلستون سالن بزرگ | شمال چارلستون کارولینای جنوبی | ها در مقابل آندرتیکر                                                                            |                 |
| ژوئن ۲۳    | پادشاه رینگ                           | مکه آرنا                | Milwaukee، ویسکانسین          | شاون مایکلز در مقابل بریتیش بولداگ                                                              | ۱۹۷٬۰۰۰         |
| ژوئیه ۲۱   | در خانهٔ شما ۹: بین‌المللی، حادثه       | جنرال موتورز محل        | ونکوور، بریتیش کلمبیا، کانادا | شاون مایکلز، سایکو سید و احمد جانسون در مقابل اردوگاه Cornette - Vaderبریتیش بولداگ و اوون هارت |                 |
| اوت ۱۸     | سامر اسلم                             | کویکن لونز آرنا         | کلیولند، اوهایو               | شاون مایکلز در مقابل این کاربر Vader                                                            | ۱۵۷٬۰۰۰         |
| سپتامبر ۲۲ | در خانهٔ شما، ۱۰: Mind Games           | CoreStates سنتر         | فیلادلفیا، پنسیلوانیا         | شاون مایکلز در مقابل انسان                                                                      |                 |
| اکتبر ۲۰   | در خانهٔ شما ۱۱: زنده به گور           | بازار میدان آرنا        | ایندیاناپلیس، ایندیانا        | آندرتیکر در مقابل انسان                                                                         |                 |
| نوامبر ۱۷  | سروایور سریز                          | مدیسن اسکوئر گاردن      | نیویورک، نیویورک              | شاون مایکلز در مقابل سایکو سید                                                                  | ۱۹۹٬۰۰۰         |
| دسامبر ۱۵  | در خانهٔ شما، ۱۲: از آن زمان           | غرب پالم بیچ سالن       | غرب پالم بیچ فلوریدا          | سایکو سید مقابل برت هارت                                                                        |                 |

#### ۱۹۹۷
| تاریخ      | رویداد                                    | محل برگزاری                 | محل                         | رویداد اصلی | تعداد تماشاچیان |
| ---------- | ----------------------------------------- | --------------------------- | --------------------------- | --- | --------------- |
| ژانویه ۱۹  | رویال رامبل                               | Alamodome                   | سن آنتونیو تگزاس            | سایکو سید مقابل شاون مایکلز | ۲۴۴٬۰۰۰         |
| فوریه ۱۶   | در خانهٔ شما ۱۳: چهار نهایی                | UTC آرنا                    | چاتانوگا تنسی               | برت هارت مقابل استون کلد استیو آستین در مقابل این کاربر Vader در مقابل آندرتیکر                                                                             |                 |
| آوریل ۲۳   | رسلمنیا ۱۳                                | رووزمانت افق                | روزمونت، ایلینوی            | سایکو سید مقابل آندرتیکر | ۲۳۷٬۰۰۰         |
| آوریل ۲۰   | در خانهٔ شما ۱۴: انتقام از 'یادداشت برداری | صلیب آبی آرنا               | روچستر نیویورک              | برت هارت مقابل استون کلد استیو آستین |                 |
| مارس ۱۱    | در خانهٔ شما ۱۵: یک روز سرد در جهنم        | ریچموند سالن بزرگ           | ریچموند، ویرجینیا           | آندرتیکر در مقابل استون کلد استیو آستین |                 |
| ژوئن ۸     | پادشاه رینگ                               | پراویدنس سنتر مدنی          | پراویدنس، رود آیلند         | آندرتیکر در مقابل Faarooq | ۱۷۷٬۰۰۰         |
| ژوئیه ۶    | در خانهٔ شما ۱۶: کانادا رم                 | هواپیمایی کانادا Saddledome | کلگری، آلبرتا، کانادا       | هارت بنیاد (برت هارت، اوون هارت، بولداگ، جیم Neidhart و برایان Pillman) در مقابل استون کلد استیو آستین، Ken Shamrockهای‌ها و لژیون رستاخیز (شاهین و حیوانات) |                 |
| اوت ۳      | سامر اسلم                                 | شرکت‌های هواپیمایی قاره آرنا | رادرفورد شرقی، نیوجرسی      | آندرتیکر در مقابل برت هارت | ۲۳۵٬۰۰۰         |
| سپتامبر ۷  | زمین صفر: در خانهٔ شما                     | باغ لویی                    | لویی‌ویل، کنتاکی             | شاون مایکلز در مقابل آندرتیکر |                 |
| سپتامبر ۲۰ | یک شب تنها                                | ان‌ای‌سی آرنا                 | بیرمنگام، انگلستان          | شاون مایکلز در مقابل بریتیش بولداگ |                 |
| اکتبر ۵    | Badd Blood: در خانهٔ شما                   | کیل سنتر                    | St. Louis, Missouri         | آندرتیکر در مقابل شاون مایکلز |                 |
| نوامبر ۹   | سروایور سریز                              | مولسون سنتر                 | مونترآل، کانادا             | برت هارت مقابل شاون مایکلز | ۲۵۰٬۰۰۰         |
| دسامبر ۷   | دی-جنریشن اکس: در خانهٔ شما                | اسپرینگفیلد سنتر            | Springfield, Massachusetts، | شاون مایکلز در مقابل Ken Shamrock |                 |

#### ۱۹۹۸
| تاریخ      | رویداد                                     | محل برگزاری          | محل                           | رویداد اصلی | تعداد تماشاچیان |
| ---------- | ------------------------------------------ | -------------------- | ----------------------------- | --- | --------------- |
| ژانویه ۱۸  | رویال رامبل                                | سن خوزه آرنا         | سن خوزه، کالیفرنیا            | شاون مایکلز در مقابل آندرتیکر | ۳۵۱٬۰۰۰         |
| فوریه ۱۵   | نو وی اوتی برای خروج از تگزاس: در خانهٔ شما | Compaq سنتر          | هوستون تگزاس                  | استون کلد استیو آستین، اوون هارت، کاکتوس جک و تری فانک در مقابل تریپل اچ با ساویو وگا و عصر جدید قانون شکنان (رود داگ و بیلی گان) | ۱۸۹٬۰۰۰         |
| مارس ۲۹    | رسلمنیا چهاردهم                            | تی‌دی گاردن           | بوستون، ماساچوست              | شاون مایکلز در مقابل استون کلد استیو آستین                                                                                        | ۷۳۰٬۰۰۰         |
| آوریل ۲۶   | آنفورگیون: در خانهٔ شما                     | Greensboro سالن بزرگ | گرینزبورو در کارولینای شمالی  | استون کلد استیو آستین در مقابل میک فولی                                                                                           | ۳۰۹٬۰۰۰         |
| مه ۳۱      | بر روی اج: در خانهٔ شما                     | ویسکانسین سنتر آرنا  | Milwaukee، ویسکانسین          | استون کلد استیو آستین در مقابل میک فولی                                                                                           | ۲۱۱٬۰۰۰         |
| ژوئن ۲۸    | پادشاه رینگ                                | پیتسبورگ مدنی آرنا   | پیتسبرگ                       | استون کلد استیو آستین در مقابل کین                                                                                                | ۳۱۰٬۰۰۰         |
| ژوئیه ۲۶   | کاملاً لود شده: در خانهٔ شما                 | سلو آرنا             | فرزنو کالیفرنیا               | استون کلد استیو آستین و آندرتیکر در مقابل کین و انسان                                                                             | ۳۲۹٬۰۰۰         |
| اوت ۳۰     | سامر اسلم                                  | مدیسن اسکوئر گاردن   | نیویورک، نیویورک              | استون کلد استیو آستین در مقابل آندرتیکر                                                                                           | ۷۰۰٬۰۰۰         |
| سپتامبر ۲۷ | تفکیک: در خانهٔ شما                         | Copps سالن بزرگ      | Hamilton, Ontario, Canada     | استون کلد استیو آستین در مقابل آندرتیکر در مقابل کین                                                                              |                 |
| اکتبر ۱۸   | روز دادرسی: در خانهٔ شما                    | رووزمانت افق         | روزمونت، ایلینوی              | آندرتیکر در مقابل کین | ۳۲۷٬۰۰۰         |
| نوامبر ۱۵  | سروایور سریز                               | کیل سنتر             | St. Louis, Missouri           | راک در مقابل انسان | ۴۷۸٬۰۰۰         |
| دسامبر ۶   | سرمایه Carnage                             | لندن آرنا            | لندن، انگلستان                | استون کلد استیو آستین در مقابل آندرتیکر در مقابل کین در مقابل انسان                                                               |                 |
| دسامبر ۱۳  | پایین راک: در خانهٔ شما                     | جنرال موتورز محل     | ونکوور، بریتیش کلمبیا، کانادا | استون کلد استیو آستین در مقابل آندرتیکر                                                                                           |                 |

#### ۱۹۹۹
| تاریخ      | رویداد                                    | محل برگزاری                  | محل                          | رویداد اصلی                                                                                  | تعداد تماشاچیان |
| ---------- | ----------------------------------------- | ---------------------------- | ---------------------------- | -------------------------------------------------------------------------------------------- | --------------- |
| ژانویه ۲۴  | رویال رامبل                               | نوک پیکان برکه از آناهایم    | آناهایم، کالیفرنیا           | مسابقهٔ رویال رامبل ۳۰ نفره                                                                   | ۶۵۰٬۰۰۰         |
| فوریه ۱۴   | St. valentine's Day Massacre: در خانهٔ شما | ممفیس هرم                    | ممفیس تنسی                   | استون کلد استیو آستین در مقابل آقای مک‌من                                                     |                 |
| مارس ۲۸    | مسابقات پانزدهم                           | اولین سنتر اتحادیه           | فیلادلفیا، پنسیلوانیا        | راک در مقابل استون کلد استیو آستین                                                           | ۸۰۰٬۰۰۰         |
| آوریل ۲۵   | بک‌لش: در خانهٔ شما                         | پراویدنس سنتر مدنی           | پراویدنس، رود آیلند          | استون کلد استیو آستین در مقابل راک                                                           | ۳۹۸٬۰۰۰         |
| مارس ۱۶    | نو مرسی                                   | منچستر یونایتد اخبار شب آرنا | منچستر، انگلستان             | استون کلد استیو آستین در مقابل آندرتیکر در مقابل تریپل اچ                                    |                 |
| مه ۲۳      | بیش از اج                                 | Kemper آرنا                  | کانزاس‌سیتی، میزوری           | استون کلد استیو آستین در مقابل آندرتیکر                                                      | از ۴۱۶٫۰۰۰      |
| ژوئن ۲۷    | پادشاه رینگ                               | Greensboro سالن بزرگ         | گرینزبورو در کارولینای شمالی | استون کلد استیو آستین در مقابل آقای مک‌من و شین مک‌من                                          | ۴۳۰٬۰۰۰         |
| ژوئیه ۲۵   | کاملاً لود                                 | دریایی میدلند آرنا           | بافلو، نیویورک               | استون کلد استیو آستین در مقابل آندرتیکر                                                      | ۳۶۰٬۰۰۰         |
| اوت ۲۲     | سامر اسلم                                 | هدف سنتر                     | مینیاپولیس، مینه سوتا،       | استون کلد استیو آستین در مقابل تریپل اچ در مقابل انسان                                       | ۶۰۰٬۰۰۰         |
| سپتامبر ۲۶ | آنفورگیون                                 | شارلوت سالن بزرگ             | شارلوت کارولینای شمالی       | تریپل اچ در مقابل راک در مقابل انسان در مقابل بریتیش بولداگ در مقابل کین در مقابل نمایش بزرگ | ۳۳۰٬۰۰۰         |
| اکتبر ۲    | شورش                                      | ملی داخل سالن آرنا           | بیرمنگام، انگلستان           | تریپل اچ در مقابل راک                                                                        |                 |
| اکتبر ۱۷   | نو مرسی                                   | کویکن لونز آرنا              | کلیولند، اوهایو              | تریپل اچ در مقابل استون کلد استیو آستین                                                      | ۳۲۷٬۰۰۰         |
| نوامبر ۱۴  | سروایور سریز                              | جو لوئیس آرنا                | دیترویت، میشیگان             | تریپل اچ در مقابل راک در مقابل نمایش بزرگ                                                    | ۴۴۸٬۰۰۰         |
| دسامبر ۱۲  | آرماگدون                                  | ملی، سنتر اجاره ماشین        | سانرایز، فلوریدا             | تریپل اچ در مقابل آقای مک‌من                                                                  | ۳۷۱٬۰۰۰         |

### دهه ۲۰۰۰ میلادی

#### ۲۰۰۰
| تاریخ      | رویداد       | محل برگزاری                     | محل                     | رویداد اصلی                                                                                               | تعداد تماشاچیان |
| ---------- | ------------ | ------------------------------- | ----------------------- | --- | --------------- |
| ژانویه ۲۳  | رویال رامبل  | مدیسن اسکوئر گاردن              | نیویورک، نیویورک        | مسابقهٔ رویال رامبل ۳۰ نفره                                                                                | ۵۹۰٬۰۰۰         |
| فوریه ۲۷   | نو وی اوت    | هارتفورد مدنی سنتر              | هارتفورد، کنتیکت        | تریپل اچ در مقابل کاکتوس جک                                                                               | ۴۸۰٬۰۰۰         |
| مارس ۲     | رسلمنیا ۲۰۰۰ | نوک پیکان برکه از آناهایم       | آناهایم، کالیفرنیا      | تریپل اچ در مقابل راک در مقابل نمایش بزرگ در مقابل میک فولی                                               | ۸۲۴٬۰۰۰         |
| مارس ۳۰    | بک‌لش         | MCI سنتر                        | واشینگتن                | تریپل اچ در مقابل راک                                                                                     | ۶۷۵٬۰۰۰         |
| مارس ۶     | این‌سارکس‌شن   | Earls Court Exhibition Centre   | لندن، انگلستان          | راک در مقابل تریپل اچ در مقابل شین مک‌من                                                                   |                 |
| مارس ۲۱    | روز دادرسی   | سالن آزادی                      | لویی‌ویل، کنتاکی         | راک در مقابل تریپل اچ                                                                                     | ۴۲۰٬۰۰۰         |
| ژوئن ۲۵    | پادشاه رینگ  | تی‌دی گاردن                      | بوستون، ماساچوست        | این مک‌من-Helmsley جناح (تریپل اچ، وینس مک‌من و شین مک‌من) در مقابل آندرتیکر و کین                           | ۴۷۵٬۰۰۰         |
| ژوئیه ۲۳   | کاملاً لود    | رینیون آرنا                     | دالاس، تگزاس            | راک در مقابل کریس بنوا                                                                                    | ۴۲۰٬۰۰۰         |
| اوت ۲۷     | سامر اسلم    | رالی سرگرمی و ورزشی آرنا        | Raleigh, North Carolina | راک در مقابل تریپل اچ در مقابل کرت انگل                                                                   | ۵۷۰٬۰۰۰         |
| سپتامبر ۲۴ | آنفورگیون    | اولین سنتر اتحادیه              | فیلادلفیا، پنسیلوانیا   | راک در مقابل آندرتیکر در مقابل کریس بنوا در مقابل کین                                                     | ۶۰۵٬۰۰۰         |
| اکتبر ۲۲   | نو مرسی      | پپسی آرنا                       | Albany, New York        | راک در مقابل کرت انگل                                                                                     | ۵۵۰٬۰۰۰         |
| نوامبر ۱۹  | سروایور سریز | قصر یخ                          | تمپا فلوریدا            | استون کلد استیو آستین در مقابل تریپل اچ                                                                   | ۴۰۰٬۰۰۰         |
| دسامبر ۲   | شورش         | شفیلد آرنا                      | Sheffield, Englو        | کرت انگل در مقابل راک در مقابل استون کلد استیو آستین در مقابل Rikishi                                     |                 |
| دسامبر ۱۰  | آرماگدون     | Birmingham, Jefferson مدنی سنتر | بیرمنگام آلاباما        | کرت انگل در مقابل استون کلد استیو آستین در مقابل راک در مقابل آندرتیکر در مقابل تریپل اچ در مقابل Rikishi | ۴۶۵٬۰۰۰         |

#### ۲۰۰۱
| تاریخ       | رویداد          | محل برگزاری                 | محل                          | رویداد اصلی | تعداد تماشاچیان |
| ----------- | --------------- | --------------------------- | ---------------------------- | --- | --------------- |
| ژانویه ۲۱   | رویال رامبل     | نیو اورلئان آرنا            | نیو اورلئان، لوئیزیانا       | مسابقهٔ رویال رامبل ۳۰ نفره | ۶۲۵٬۰۰۰         |
| فوریه ۲۵    | نو وی اوت       | Thomas & Mack Center        | پارادایس، نوادا              | کرت انگل در مقابل راک | ۵۹۰٬۰۰۰         |
| مارس ۱      | رسلمنیا X-Seven | متکی Astrodome              | هوستون تگزاس                 | راک در مقابل استون کلد استیو آستین | ۱٬۰۴۰٬۰۰۰       |
| مارس ۲۹     | بک‌لش            | آل‌استیت آرنا                | روزمونت، ایلینوی             | دو مرد قدرت سفر (استون کلد استیو آستین و سه ثانیه) در مقابل برادران تخریب (آندرتیکر و کین)                                                                             | ۳۷۵٬۰۰۰         |
| مارس ۵      | این‌سارکس‌شن      | Earls Court                 | لندن، انگلستان               | دو مرد قدرت سفر (استون کلد استیو آستین و سه ثانیه) در مقابل آندرتیکر                                                                                                   |                 |
| ممکن است ۲۰ | روز دادرسی      | آآرسی‌او آرنا                | ساکرامنتو کالیفرنیا          | استون کلد استیو آستین در مقابل آندرتیکر | ۴۰۵٬۰۰۰         |
| ژوئن ۲۴     | پادشاه رینگ     | شرکت‌های هواپیمایی قاره آرنا | رادرفورد شرقی، نیوجرسی       | استون کلد استیو آستین در مقابل کریس جریکو در مقابل کریس بنوا | ۴۴۵٬۰۰۰         |
| ژوئیه ۲۲    | تهاجم           | کویکن لونز آرنا             | کلیولند، اوهایو              | تیم اتحاد (بوکر تی، دی‌دی‌پی، راینو و دادلی بویز (بابا ری دادلی و دی-وان دادلی)) در مقابل تیم دبلیودبلیواف (استون کلد استیو آستین، کرت انگل، آندرتیکر، کین و کریس جریکو) |                 |
| اوت ۱۹      | سامر اسلم       | Compaq سنتر                 | سن خوزه، کالیفرنیا           | بوکر تی در مقابل راک | ۵۶۵٬۰۰۰         |
| سپتامبر ۲۳  | آنفورگیون       | ملون آرنا                   | پیتسبرگ                      | استون کلد استیو آستین در مقابل کرت انگل | ۳۵۰٬۰۰۰         |
| اکتبر ۲۱    | نو مرسی         | Savvis سنتر                 | St. Louis, Missouri          | کرت انگل در مقابل استون کلد استیو آستین در مقابل راب ون دم (آروی‌دی) | ۳۲۵٬۰۰۰         |
| نوامبر ۳    | شورش            | منچستر آرنا                 | منچستر، انگلستان             | استون کلد استیو آستین در مقابل راک |                 |
| نوامبر ۱۸   | سروایور سریز    | Greensboro سالن بزرگ        | گرینزبورو در کارولینای شمالی | تیم دبلیودبلیواف (راک، کریس جریکو، آندرتیکر، کین و بیگ شو) در مقابل تیم اتحاد (استون کلد استیو آستین، راب ون دم (آروی‌دی)، کرت انگل، بوکر تی و شین مک‌من)                | از ۴۵۰٫۰۰۰      |
| دسامبر ۹    | انتقام          | سن دیگو اسپورتس آرنا        | سن دیگو، کالیفرنیا           | کریس جریکو در مقابل استون کلد استیو آستین | ۳۱۵٬۰۰۰         |

#### ۲۰۰۲
| تاریخ      | رویداد       | محل برگزاری                        | محل                         | رویداد اصلی                                                                                                 | تعداد تماشاچیان |
| ---------- | ------------ | ---------------------------------- | --------------------------- | --- | --------------- |
| ژانویه ۲۰  | رویال رامبل  | فیلیپس آرنا                        | آتلانتا، گرجستان            | مسابقهٔ رویال رامبل ۳۰ نفره                                                                                  | ۶۷۰٬۰۰۰         |
| فوریه ۱۷   | نو وی اوت    | برادلی سنتر                        | Milwaukee، ویسکانسین        | کریس جریکو در مقابل استون کلد استیو آستین                                                                   | ۵۷۵٬۰۰۰         |
| مارس ۱۷    | رسلمنیا X۸   | SkyDome                            | تورنتو، انتاریو، کانادا     | کریس جریکو در مقابل تریپل اچ                                                                                | ۸۴۰٬۰۰۰         |
| مارس ۲۱    | بک‌لش         | Kemper آرنا                        | کانزاس‌سیتی، میزوری          | تریپل اچ در مقابل هالک هوگان                                                                                | ۴۰۰٬۰۰۰         |
| مارس ۴     | این‌سارکس‌شن   | ومبلی آرنا                         | لندن، انگلستان              | تریپل اچ در مقابل آندرتیکر                                                                                  |                 |
| مه ۱۹      | روز دادرسی   | Gaylord، سرگرمی، سنتر              | نشویل، تنسی                 | هالک هوگان در مقابل آندرتیکر                                                                                | ۳۷۳٬۰۰۰         |
| ژوئن ۲۳    | پادشاه رینگ  | در سراسر کشور آرنا                 | Columbus, Ohio              | آندرتیکر در مقابل تریپل اچ                                                                                  | ۳۲۰٬۰۰۰         |
| ژوئیه ۲۱   | انتقام       | جو لوئیس آرنا                      | دیترویت، میشیگان            | آندرتیکر در مقابل راک در مقابل کرت انگل                                                                     | ۳۷۵٬۰۰۰         |
| اوت ۲۵     | سامر اسلم    | یادبود سربازان ناسائو در سالن بزرگ | یونیندل نیویورک             | راک در مقابل براک لزنر                                                                                      | ۵۴۰٬۰۰۰         |
| سپتامبر ۲۲ | آنفورگیون    | سنتر استیپلز                       | لس آنجلس، کالیفرنیا         | براک لزنر در مقابل آندرتیکر                                                                                 | ۳۰۰٬۰۰۰         |
| اکتبر ۲۰   | نو مرسی      | Alltel آرنا                        | North Little Rock, Arkansas | براک لزنر در مقابل آندرتیکر                                                                                 | ۳۰۰٬۰۰۰         |
| اکتبر ۲۶   | شورش         | منچستر آرنا                        | منچستر، انگلستان            | براک لزنر و پل هیمن در مقابل اج                                                                             |                 |
| نوامبر ۱۷  | سروایور سریز | مدیسن اسکوئر گاردن                 | نیویورک، نیویورک            | تریپل اچ در مقابل شاون مایکلز در مقابل راب ون دم (آروی‌دی) در مقابل کین در مقابل کریس جریکو در مقابل بوکر تی | ۳۴۰٬۰۰۰         |
| دسامبر ۱۵  | آرماگدون     | دفتر انبار سنتر                    | سانرایز، فلوریدا            | شاون مایکلز در مقابل تریپل اچ                                                                               | ۳۳۵٬۰۰۰         |

#### ۲۰۰۳
| تاریخ      | رویداد         | محل برگزاری            | محل                      | رویداد اصلی                                                                                            | تعداد تماشاچیان |
| ---------- | -------------- | ---------------------- | ------------------------ | --- | --------------- |
| ژانویه ۱۹  | رویال رامبل    | ناوگان سنتر            | بوستون، ماساچوست         | مسابقهٔ رویال رامبل ۳۰ نفره                                                                             | ۵۸۵٬۰۰۰         |
| فوریه ۲۳   | نو وی اوت      | بل سنتر                | مونترآل، کانادا          | راک در مقابل هالک هوگان                                                                                | از ۴۵۰٫۰۰۰      |
| مارس ۳۰    | رسلمنیا نوزدهم | زمینه Safeco           | سیاتل، واشینگتن،         | کرت انگل در مقابل براک لزنر                                                                            | ۵۶۰٬۰۰۰         |
| آوریل ۲۷   | بک‌لش           | Worcester, Centrum     | Worcester, Massachusetts | راک در مقابل گلدبرگ                                                                                    | ۳۴۵٬۰۰۰         |
| مه ۱۸      | روز دادرسی     | شارلوت سالن بزرگ       | شارلوت کارولینای شمالی   | براک لزنر در مقابل نمایش بزرگ                                                                          | ۳۱۵٬۰۰۰         |
| ژوئن ۷     | این‌سارکس‌شن     | Telewest آرنا          | نیوکاسل، انگلستان        | تریپل اچ در مقابل کوین نش                                                                              |                 |
| ژوئن ۱۵    | بد بلاد        | Compaq سنتر            | هوستون تگزاس             | تریپل اچ در مقابل کوین نش                                                                              |                 |
| ژوئیه ۲۷   | انتقام         | پپسی سنتر              | دنور کلرادو              | براک لزنر در مقابل کرت انگل در مقابل نمایش بزرگ                                                        | ۳۶۵٬۰۰۰         |
| اوت ۲۴     | سامر اسلم      | امریکا و غرب در عرصه   | شهر فینیکس، آریزونا      | تریپل اچ در مقابل گلدبرگ در مقابل کوین نش در مقابل کریس جریکو در مقابل رندی اورتن در مقابل شاون مایکلز | ۴۶۵٬۰۰۰         |
| سپتامبر ۲۱ | آنفورگیون      | سنتر غول               | هرشی پنسیلوانیا          | تریپل اچ در مقابل گلدبرگ                                                                               | ۳۶۰٬۰۰۰         |
| اکتبر ۱۹   | نو مرسی        | ۱ مارینر آرنا          | بالتیمور، مریلند         | براک لزنر در مقابل آندرتیکر                                                                            | ۲۷۵٬۰۰۰         |
| نوامبر ۱۶  | سروایور سریز   | خطوط هوایی آمریکا سنتر | دالاس، تگزاس             | گلدبرگ در مقابل تریپل اچ                                                                               | از ۴۵۰٫۰۰۰      |
| دسامبر ۱۴  | آرماگدون       | TD واترهاوس سنتر       | اورلاندو فلوریدا         | گلدبرگ در مقابل تریپل اچ در مقابل کین                                                                  | ۲۴۰٬۰۰۰         |

#### ۲۰۰۴
| تاریخ      | رویداد       | محل برگزاری                 | محل                      | رویداد اصلی                                                                                    | تعداد تماشاچیان |
| ---------- | ------------ | --------------------------- | ------------------------ | ---------------------------------------------------------------------------------------------- | --------------- |
| ژانویه ۲۵  | رویال رامبل  | Wachovia Center             | فیلادلفیا، پنسیلوانیا    | مسابقهٔ رویال رامبل ۳۰ نفره                                                                     | ۵۰۰٬۰۰۰         |
| فوریه ۱۵   | نو وی اوت    | گاو کاخ                     | دالی سیتی، کالیفرنیا     | براک لزنر در مقابل ادی گررو                                                                    | ۲۶۵٬۰۰۰         |
| مارس ۱۴    | رسلمنیا XX   | مدیسن اسکوئر گاردن          | نیویورک، نیویورک         | تریپل اچ در مقابل کریس بنوا در مقابل شاون مایکلز                                               | ۸۸۵٬۰۰۰         |
| آوریل ۱۸   | بک‌لش         | Rexall محل                  | ادمونتون، آلبرتا، کانادا | کریس بنوا در مقابل تریپل اچ در مقابل شاون مایکلز                                               | ۳۲۰٬۰۰۰         |
| مارس ۱۶    | روز دادرسی   | سنتر استیپلز                | لس آنجلس، کالیفرنیا      | ادی گررو در مقابل جی‌بی‌ال                                                                       | ۲۳۵٬۰۰۰         |
| ژوئن ۱۳    | بد بلاد      | در سراسر کشور آرنا          | Columbus, Ohio           | تریپل اچ در مقابل شاون مایکلز                                                                  |                 |
| ژوئن ۲۷    | آمریکن بش    | نورفولک دامنه               | نورفولک ویرجینیا         | آندرتیکر در مقابل دادلی بویز (بابا ری دادلی و دی-وان دادلی)                                    | ۲۳۸٬۰۰۰         |
| ژوئیه ۱۱   | انتقام       | هارتفورد مدنی سنتر          | هارتفورد، کنتیکت         | کریس بنوا در مقابل تریپل اچ                                                                    | ۲۴۰٬۰۰۰         |
| اوت ۱۵     | سامر اسلم    | ایر کانادا سنتر             | تورنتو، انتاریو، کانادا  | کریس بنوا در مقابل رندی اورتن                                                                  | ۴۱۵٬۰۰۰         |
| سپتامبر ۱۲ | آنفورگیون    | باغ گل رز آرنا              | پورتلند اورگان           | رندی اورتن در مقابل تریپل اچ                                                                   | ۲۳۹، ۰۰۰ دوبلکس |
| اکتبر ۳    | نو مرسی      | شرکت‌های هواپیمایی قاره آرنا | رادرفورد شرقی، نیوجرسی   | جی‌بی‌ال در مقابل آندرتیکر                                                                       | ۱۸۳٬۰۰۰         |
| اکتبر ۱۹   | سهشنبه، تابو | برادلی سنتر                 | Milwaukee، ویسکانسین     | رندی اورتن در مقابل Ric Flair                                                                  | ۱۷۴٬۰۰۰         |
| نوامبر ۱۴  | سروایور سریز | کویکن لونز آرنا             | کلیولند، اوهایو          | رندی اورتن، Chris Benoit، کریس جریکو و Maven در مقابل سه‌گانه ثانیه، باتیستا، اج و Gene Snitsky | ۳۲۵٬۰۰۰         |
| دسامبر ۱۲  | آرماگدون     | Gwinnett آرنا               | Duluth, Georgia          | جی‌بی‌ال در مقابل آندرتیکر در مقابل ادی گررو در مقابل بوکر تی                                    | ۲۳۰٬۰۰۰         |

#### ۲۰۰۵
| تاریخ      | رویداد         | محل برگزاری            | محل                       | رویداد اصلی | تعداد تماشاچیان |
| ---------- | -------------- | ---------------------- | ------------------------- | --- | --------------- |
| ژانویه ۹   | انقلاب سال نو  | Coliseo de Puerto Rico | San Juan، پورتوریکو       | تریپل اچ در مقابل کریس بنوا در مقابل کریس جریکو در مقابل باتیستا در مقابل رندی اورتن در مقابل اج                                   |                 |
| ژانویه ۳۰  | رویال رامبل    | Save Mart سنتر         | فرزنو کالیفرنیا           | مسابقهٔ رویال رامبل ۳۰ نفره | ۵۷۵٬۰۰۰         |
| فوریه ۲۰   | نو وی اوت      | ملون آرنا              | پیتسبرگ                   | جی‌بی‌ال در مقابل نمایش بزرگ | ۲۴۰٬۰۰۰         |
| مارس ۳     | رسلمنیا ۲۱     | سنتر استیپلز           | لس آنجلس، کالیفرنیا       | تریپل اچ در مقابل باتیستا | ۹۸۰٬۰۰۰         |
| ممکن است ۱ | بک‌لش           | Verizon Wireless آرنا  | Manchester, New Hampshire | باتیستا در مقابل تریپل اچ | ۳۲۰٬۰۰۰         |
| مه ۲۲      | روز دادرسی     | هدف سنتر               | مینیاپولیس، مینه سوتا،    | جان سینا در مقابل جی‌بی‌ال | ۲۶۰٬۰۰۰         |
| ژوئن ۱۲    | وان نایت استند | هامراشتاین سالن        | نیویورک، نیویورک          | دادلی بویز (بابا ری دادلی و دی-وان دادلی) در مقابل تامی دریمر و Sوman                                                              | ۳۴۰٬۰۰۰         |
| ژوئن ۲۶    | انتقام         | Thomas & Mack Center   | پارادایس، نوادا           | باتیستا در مقابل تریپل اچ | ۴۲۰٬۰۰۰         |
| ژوئیه ۲۴   | آمریکن بش      | HSBC Arena             | بافلو، نیویورک            | باتیستا در مقابل جی‌بی‌ال | ۲۸۰٬۰۰۰         |
| اوت ۲۱     | سامر اسلم      | MCI سنتر               | واشینگتن                  | هالک هوگان در مقابل شاون مایکلز | ۶۵۰٬۰۰۰         |
| سپتامبر ۱۸ | آنفورگیون      | فورد سنتر              | اوکلاهوما سیتی، اوکلاهوما | جان سینا در مقابل کرت انگل | ۲۵۰٬۰۰۰         |
| اکتبر ۹    | نو مرسی        | تویوتا سنتر            | هوستون تگزاس              | باتیستا در مقابل ادی گررو | ۲۳۰٬۰۰۰         |
| نوامبر ۱   | سهشنبه، تابو   | iPayOne سنتر           | سن دیگو، کالیفرنیا        | جان سینا در مقابل کرت انگل در مقابل شاون مایکلز                                                                                    | ۲۵۰٬۰۰۰         |
| نوامبر ۲۷  | سروایور سریز   | جو لوئیس آرنا          | دیترویت، میشیگان          | تیم اسمک‌داون (باتیستا، رندی اورتن، ری مستریو، جی‌بی‌ال و بابی لشلی) در مقابل تیم راء (شاون مایکلز کین، بیگ شو، کارلیتو و کریس جریکو) | ۴۰۰٬۰۰۰         |
| دسامبر ۱۸  | آرماگدون       | دانکین دوناتس سنتر     | پراویدنس، رود آیلند       | آندرتیکر در مقابل رندی اورتن | ۳۲۰٬۰۰۰         |

#### ۲۰۰۶
| تاریخ        | رویداد                    | محل برگزاری             | محل                     | رویداد اصلی                                                                                                 | تعداد تماشاچیان |
| ------------ | ------------------------- | ----------------------- | ----------------------- | --- | --------------- |
| January ۸    | New Year's Revolution     | Pepsi Arena             | Albany, New York        | جان سینا در مقابل اج                                                                                        | ۳۰۰٬۰۰۰         |
| January ۲۹   | Royal Rumble              | American Airlines Arena | Miami, Florida          | کرت انگل در مقابل مارک هنری                                                                                 | ۵۵۰٬۰۰۰         |
| February ۱۹  | No Way Out                | فرست مارینر آرنا        | Baltimore, Marylو       | کرت انگل در مقابل آندرتیکر                                                                                  | ۲۲۰٬۰۰۰         |
| آوریل ۲      | رسلمنیا ۲۲                | آل‌استیت آرنا            | روزمونت، ایلینوی        | جان سینا در مقابل تریپل اچ                                                                                  | ۹۳۰٬۰۰۰         |
| آوریل ۳۰     | Backlash                  | Rupp Arena              | Lexington, Kentucky     | جان سینا در مقابل تریپل اچ در مقابل اج                                                                      | ۲۲۰٬۰۰۰         |
| مه ۲۱        | Judgment Day              | US Airways Center       | Phoenix, Arizona        | ری مستریو در مقابل جی‌بی‌ال                                                                                   | ۲۵۲٬۰۰۰         |
| June ۱۱      | وان نایت استند            | Hammerstein Ballroom    | نیویورک، نیویورک        | جان سینا در مقابل راب ون دم (آروی‌دی)                                                                        | ۳۰۴٬۰۰۰         |
| June ۲۵      | Vengeance                 | Charlotte Bobcats Arena | شارلوت، کارولینای شمالی | دی-جنریشن اکس (تریپل اچ و شاون مایکلز) در مقابل اسپیریت اسکواد                                              | ۳۳۷٬۰۰۰         |
| July ۲۳      | آمریکن بش                 | Conseco Fieldhouse      | ایندیاناپلیس، ایندیانا  | ری مستریو در مقابل کینگ بوکر                                                                                | ۲۳۲٬۰۰۰         |
| August ۲۰    | سامر اسلم                 | TD Banknorth Garden     | بوستون، ماساچوست        | اج در مقابل جان سینا                                                                                        | ۵۴۱٬۰۰۰         |
| September ۱۷ | آنفورگیون                 | ایر کانادا سنتر         | تورنتو، کانادا          | اج در مقابل جان سینا                                                                                        | ۳۰۷٬۰۰۰         |
| October ۸    | نو مرسی                   | RBC Center              | Raleigh, North Carolina | کینگ بوکر در مقابل بابی لشلی در مقابل باتیستا در مقابل فینلی                                                | ۱۹۷٬۰۰۰         |
| November ۵   | سایبر ساندی               | U.S. Bank Arena         | Cincinnati, Ohio        | کینگ بوکر در مقابل جان سینا در مقابل بیگ شو                                                                 | ۲۲۸٬۰۰۰         |
| November ۲۶  | سروایور سریز              | Wachovia Center         | فیلادلفیا، پنسیلوانیا   | کینگ بوکر در مقابل باتیستا                                                                                  | ۳۸۳٬۰۰۰         |
| December ۳   | ECW December to Dismember | James Brown Arena       | Augusta, Georgia        | بیگ شو در مقابل بابی لشلی در مقابل راب ون دم (آروی‌دی) در مقابل سی‌ام پانک در مقابل هاردکور هالی در مقابل تست |                 |
| December ۱۷  | آرماگدون                  | Richmond Coliseum       | Richmond, Virginia      | جان سینا و باتیستا در مقابل کینگ بوکر و فینلی                                                               | ۲۳۹٬۰۰۰         |

#### ۲۰۰۷
| تاریخ       | رویداد              | محل برگزاری                 | محل                    | رویداد اصلی                                                                          | تعداد تماشاچیان |
| ----------- | ------------------- | --------------------------- | ---------------------- | ------------------------------------------------------------------------------------ | --------------- |
| ژانویه ۷    | انقلاب سال نو       | Kemper آرنا                 | کانزاس‌سیتی، میزوری     | جان سینا در مقابل اوماگا                                                             | ۲۲۰٬۰۰۰         |
| ژانویه ۲۸   | رویال رامبل         | AT&T Center                 | سن آنتونیو تگزاس       | مسابقهٔ رویال رامبل ۳۰ نفره                                                           | ۴۹۱٬۰۰۰         |
| فوریه ۱۸    | نو وی اوت           | سنتر استیپلز                | لس آنجلس، کالیفرنیا    | جان سینا و شاون مایکلز در مقابل باتیستا و آندرتیکر                                   | ۲۱۸٬۰۰۰         |
| ۱ مارس      | رسلمنیا ۲۳          | فورد زمینه                  | دیترویت، میشیگان       | جان سینا در مقابل شاون مایکلز                                                        | ۱٬۱۸۸٬۰۰۰       |
| ۲۹ مارس     | بک‌لش                | فیلیپس آرنا                 | آتلانتا، گرجستان       | جان سینا در مقابل اج مقابل رندی اورتن در مقابل شاون مایکلز                           | ۱۹۴٬۰۰۰         |
| ممکن است ۲۰ | روز دادرسی          | رایان بالجر سنتر            | St. Louis, Missouri    | جان سینا در مقابل گریت کالی                                                          | ۲۴۲٬۰۰۰         |
| ژوئن ۳      | وان نایت استند      | جکسون یادبود سربازان عرصه   | Jacksonville, Florida  | جان سینا در مقابل گریت کالی                                                          | ۱۸۶٬۰۰۰         |
| ژوئن ۲۴     | انتقام: شب قهرمانان | تویوتا سنتر                 | هوستون تگزاس           | جان سینا در مقابل بابی لشلی در مقابل رندی اورتن در مقابل کینگ بوکر در مقابل میک فولی | ۲۴۷٬۰۰۰         |
| ژوئیه ۲۲    | آمریکن بش           | HP Pavilion                 | سن خوزه، کالیفرنیا     | جان سینا در مقابل بابی لشلی                                                          | ۲۳۰٬۰۰۰         |
| اوت ۲۶      | سامر اسلم           | شرکت‌های هواپیمایی قاره آرنا | رادرفورد شرقی، نیوجرسی | جان سینا در مقابل رندی اورتن                                                         | ۵۳۷٬۰۰۰         |
| سپتامبر ۱۶  | آنفورگیون           | فد اکس فروم                 | ممفیس تنسی             | آندرتیکر در مقابل مارک هنری                                                          | ۲۱۰٬۰۰۰         |
| اکتبر ۷     | نو مرسی             | آل‌استیت آرنا                | روزمونت، ایلینوی       | تریپل اچ در مقابل رندی اورتن                                                         | ۲۷۰٬۰۰۰         |
| اکتبر ۲۸    | سایبر ماندی         | Verizon سنتر                | واشینگتن               | باتیستا در مقابل آندرتیکر                                                            | ۱۹۵٬۰۰۰         |
| نوامبر ۱۸   | سروایور سریز        | American Airlines Arena     | میامی، فلوریدا         | باتیستا در مقابل آندرتیکر                                                            | ۳۲۵٬۰۰۰         |
| دسامبر ۱۶   | آرماگدون            | ملون آرنا                   | پیتسبرگ                | باتیستا در مقابل آندرتیکر در مقابل اج                                                | ۲۳۷٬۰۰۰         |

#### ۲۰۰۸
| تاریخ     | رویداد         | محل برگزاری                        | محل                    | رویداد اصلی                                                                                         | تعداد تماشاچیان |
| --------- | -------------- | ---------------------------------- | ---------------------- | --------------------------------------------------------------------------------------------------- | --------------- |
| ژانویه ۲۷ | رویال رامبل    | مدیسن اسکوئر گاردن                 | نیویورک، نیویورک       | مسابقهٔ رویال رامبل ۳۰ نفره                                                                          | ۵۳۳٬۰۰۰         |
| فوریه ۱۷  | نو وی اوت      | Thomas & Mack Center               | پارادایس، نوادا        | تریپل اچ در مقابل شاون مایکلز در مقابل جف هاردی در مقابل کریس جریکو در مقابل اوماگا در مقابل جی‌بی‌ال | ۳۲۹٬۰۰۰         |
| مارس ۳۰   | رسلمنیا XXIV   | فلوریدا مرکبات کاسه                | اورلاندو فلوریدا       | اج مقابل آندرتیکر Floyd مهweather Jr. در مقابل نمایش بزرگ                                           | ۱٬۰۵۸٬۰۰۰       |
| آوریل ۲۷  | بک‌لش           | ۱ مارینر آرنا                      | بالتیمور، مریلند       | رندی اورتن در مقابل تریپل اچ در مقابل جان سینا در مقابل جی‌بی‌ال                                      | ۲۰۰٬۰۰۰         |
| مه ۱۸     | روز دادرسی     | Qwest سنتر اوماها (روباز انتخابی)  | اوماها                 | تریپل اچ در مقابل رندی اورتن                                                                        | ۲۵۲٬۰۰۰         |
| ژوئن ۱    | وان نایت استند | سن دیگو اسپورتس آرنا               | سن دیگو، کالیفرنیا     | آندرتیکر در مقابل اج                                                                                | ۱۹۴٬۰۰۰         |
| ژوئن ۲۹   | شب قهرمانان    | خطوط هوایی آمریکا سنتر             | دالاس، تگزاس           | تریپل اچ در مقابل جان سینا                                                                          | ۲۵۹٬۰۰۰         |
| ژوئیه ۲۰  | آمریکن بش      | یادبود سربازان ناسائو در سالن بزرگ | یونیندل نیویورک        | تریپل اچ در مقابل اج                                                                                | ۲۷۳٬۰۰۰         |
| اوت ۱۷    | سامر اسلم      | Conseco Fieldhouse                 | ایندیاناپلیس، ایندیانا | آندرتیکر در مقابل اج                                                                                | ۴۷۷٬۰۰۰         |
| سپتامبر ۷ | آنفورگیون      | Quicken Loans Arena                | کلیولند، اوهایو        | باتیستا در مقابل جی‌بی‌ال در مقابل کریس جریکو در مقابل ری مستریو در مقابل کین                         | ۲۱۱٬۰۰۰         |
| اکتبر ۵   | نو مرسی        | باغ گل رز آرنا                     | پورتلند اورگان         | کریس جریکو در مقابل شاون مایکلز                                                                     | ۲۶۱٬۰۰۰         |
| اکتبر ۲۶  | سایبر ماندی    | سنتر هوایی ایالات متحده            | شهر فینیکس، آریزونا    | کریس جریکو در مقابل باتیستا                                                                         | ۱۵۳٬۰۰۰         |
| نوامبر ۲۳ | سروایور سریز   | TD Banknorth باغ                   | بوستون، ماساچوست       | کریس جریکو در مقابل جان سینا                                                                        | ۳۱۹٬۰۰۰         |
| دسامبر ۱۴ | آرماگدون       | HSBC Arena                         | بافلو، نیویورک         | اج مقابل تریپل اچ در مقابل جف هاردی                                                                 | ۱۹۳٬۰۰۰         |

#### ۲۰۰۹
| تاریخ      | رویداد                            | محل برگزاری        | محل                    | رویداد اصلی                                                                              | تعداد تماشاچیان |
| ---------- | --------------------------------- | ------------------ | ---------------------- | ---------------------------------------------------------------------------------------- | --------------- |
| ژانویه ۲۵  | رویال رامبل                       | جو لوئیس آرنا      | دیترویت، میشیگان       | مسابقهٔ رویال رامبل ۳۰ نفره                                                               | از ۴۵۰٫۰۰۰      |
| فوریه ۱۵   | نو وی اوت                         | KeyArena           | سیاتل، واشینگتن،       | جان سینا در مقابل اج مقابل ری مستریو در مقابل کریس جریکو در مقابل کین در مقابل مایک ناکس | ۲۷۲٬۰۰۰         |
| مارس ۵     | رسلمنیا XXV                       | متکی ورزشگاه       | هوستون تگزاس           | تریپل اچ در مقابل رندی اورتن                                                             | ۹۶۰٬۰۰۰         |
| آوریل ۲۶   | بک‌لش                              | سنتر دانکین دوناتس | پراویدنس، رود آیلند    | جان سینا در مقابل اج                                                                     | ۱۸۲٬۰۰۰         |
| آوریل ۱۷   | روز دادرسی                        | آل‌استیت آرنا       | روزمونت، ایلینوی       | اج مقابل جف هاردی                                                                        | ۲۲۸٬۰۰۰         |
| ژوئن ۷     | اکستریم رولز                      | نیو اورلئان آرنا   | نیو اورلئان، لوئیزیانا | جف هاردی در مقابل سی‌ام پانک                                                              | ۲۱۳٬۰۰۰         |
| ژوئن ۲۸    | این باش                           | آآرسی‌او آرنا       | ساکرامنتو کالیفرنیا    | رندی اورتن در مقابل تریپل اچ                                                             | ۱۷۸٬۰۰۰         |
| ژوئیه ۲۶   | شب قهرمانان                       | Wachovia Center    | فیلادلفیا، پنسیلوانیا  | سی‌ام پانک در مقابل جف هاردی                                                              | ۲۶۷٬۰۰۰         |
| اوت ۲۳     | سامر اسلم                         | سنتر استیپلز       | لس آنجلس، کالیفرنیا    | جف هاردی در مقابل سی‌ام پانک                                                              | ۳۶۹٬۰۰۰         |
| سپتامبر ۱۳ | نقطه شکستن                        | بل سنتر            | مونترآل، کانادا        | سی‌ام پانک در مقابل آندرتیکر                                                              | ۱۶۹، ۰۰۰ دوبلکس |
| اکتبر ۴    | هل این ا سل                       | مشخصاتش سنتر       | نیوآرک، نیوجرسی        | دی-جنریشن اکس (تریپل اچ و شاون مایکلز) در مقابل میراث (کودی رودز و تد تد دی‌بیاسی)        | ۳۰۰٬۰۰۰         |
| اکتبر ۲۵   | برگینگ رایتس                      | ملون آرنا          | پیتسبرگ                | رندی اورتن در مقابل جان سینا                                                             | ۲۰۰٬۰۰۰         |
| نوامبر ۲۲  | سروایور سریز                      | Verizon سنتر       | واشینگتن               | جان سینا در مقابل تریپل اچ در مقابل شاون مایکلز                                          | ۲۲۵٬۰۰۰         |
| دسامبر ۱۳  | تی‌ال‌سی: میزها، نردبان‌ها و صندلی‌ها | AT&T Center        | سن آنتونیو تگزاس       | دی-جنریشن اکس (تریپل اچ و شاون مایکلز) در مقابل Jeri-Show (کریس جریکو و بیگ شو)          | ۲۲۸٬۰۰۰         |

### دهه ۲۰۱۰ میلادی

#### ۲۰۱۰
| تاریخ      | رویداد                            | محل برگزاری                        | محل                    | رویداد اصلی | تعداد تماشاچیان |
| ---------- | --------------------------------- | ---------------------------------- | ---------------------- | --- | --------------- |
| ژانویه ۳۱  | رویال رامبل                       | فیلیپس آرنا                        | آتلانتا، گرجستان       | مسابقهٔ رویال رامبل ۳۰ نفره | ۴۶۲٬۰۰۰         |
| فوریه ۲۱   | الیمینیشن چمبر                    | رایان بالجر سنتر                   | St. Louis, Missouri    | آندرتیکر در مقابل کریس جریکو در مقابل جان موریسون در مقابل آر-تروث در مقابل سی‌ام پانک در مقابل ری مستریو | ۲۷۲٬۰۰۰         |
| مارس ۲۸    | مسابقات XXVI                      | دانشگاه ققنوس ورزشگاه              | گلندیل، آریزونا        | آندرتیکر در مقابل شاون مایکلز | ۸۸۵٬۰۰۰         |
| آوریل ۲۵   | اکستریم رولز                      | مارینر آرنا                        | بالتیمور، مریلند       | جان سینا در مقابل باتیستا | ۱۸۲٬۰۰۰         |
| مه ۲۳      | بیش از حد                         | جو لوئیس آرنا                      | دیترویت، میشیگان       | جان سینا در مقابل باتیستا | ۱۹۷٬۰۰۰         |
| ژوئن ۲۰    | Fatal 4-Way                       | یادبود سربازان ناسائو در سالن بزرگ | یونیندل نیویورک        | جان سینا در مقابل شیمس در مقابل رندی اورتن در مقابل اج |                 |
| ژوئیه ۱۸   | مانی این د بنک                    | با حداکثر سرعت دویدن سنتر          | کانزاس‌سیتی، میزوری     | شیمس در مقابل جان سینا | ۱۶۲٬۰۰۰         |
| اوت ۱۵     | سامر اسلم                         | سنتر استیپلز                       | لس آنجلس، کالیفرنیا    | تیم WWE (جان سینا، دنیل برایان، اج، کریس جریکو، Bret Hart، آر-تروث و John Morrison) در مقابل Nexus (Wade Barrettهای جاستین گابریلبا هیت اسلاترهای David Otungaبا جست و خیز شفیلدهای مایکل Tarver و دارن یانگ) | ۳۵۰٬۰۰۰         |
| سپتامبر ۱۹ | شب قهرمانان                       | آل‌استیت آرنا                       | روزمونت، ایلینوی       | شیمس در مقابل رندی اورتن در مقابل وید برت در مقابل اج مقابل جان سینا در مقابل کریس جریکو | ۱۶۵٬۰۰۰         |
| اکتبر ۳    | هل این ا سل                       | خطوط هوایی آمریکا سنتر             | دالاس، تگزاس           | کین در مقابل آندرتیکر | ۲۱۰٬۰۰۰         |
| اکتبر ۲۴   | برگینگ رایتس                      | هدف سنتر                           | مینیاپولیس، مینه سوتا، | رندی اورتن در مقابل وید برت | ۱۳۷٬۰۰۰         |
| نوامبر ۲۱  | سروایور سریز                      | American Airlines Arena            | میامی، فلوریدا         | رندی اورتن در مقابل وید برت | ۲۴۴٬۰۰۰         |
| دسامبر ۱۹  | تی‌ال‌سی: میزها، نردبان‌ها و صندلی‌ها | تویوتا سنتر                        | هوستون تگزاس           | جان سینا در مقابل وید برت | ۱۹۵٬۰۰۰         |

#### ۲۰۱۱
| تاریخ      | رویداد                            | محل برگزاری        | محل                    | رویداد اصلی                                                                                         | تعداد تماشاچیان |
| ---------- | --------------------------------- | ------------------ | ---------------------- | --------------------------------------------------------------------------------------------------- | --------------- |
| ژانویه ۳۰  | رویال رامبل                       | TD باغ             | بوستون، ماساچوست       | ۴۰-مرد Royal Rumble match                                                                           | ۴۴۶٬۰۰۰         |
| فوریه ۲۰   | الیمینیشن چمبر                    | اوراکل آرنا        | اوکلند کالیفرنیا       | سی‌ام پانک در مقابل جان سینا در مقابل جان موریسون در مقابل شیمس در مقابل رندی اورتن در مقابل آر-تروث | ۲۰۰٬۰۰۰         |
| مارس ۳     | رسلمنیا XXVII                     | گرجستان گنبد       | آتلانتا، گرجستان       | د میز در مقابل جان سینا                                                                             | ۱٬۱۲۴٬۰۰۰       |
| ممکن است ۱ | اکستریم رولز                      | سنت پیت بار فروم   | تمپا فلوریدا           | د میز در مقابل جان سینا در مقابل جان موریسون                                                        | ۲۰۹٬۰۰۰         |
| مه ۲۲      | بیش از حد                         | KeyArena           | سیاتل، واشینگتن،       | جان سینا در مقابل د میز                                                                             | ۱۴۲٬۰۰۰         |
| ژوئن ۱۹    | Capitol Punishment                | Verizon سنتر       | واشینگتن               | جان سینا در مقابل آر-تروث                                                                           |                 |
| ژوئیه ۱۷   | مانی این د بنک                    | آل‌استیت آرنا       | روزمونت، ایلینوی       | جان سینا در مقابل سی‌ام پانک                                                                         | ۱۹۵٬۰۰۰         |
| اوت ۱۴     | سامر اسلم                         | سنتر استیپلز       | لس آنجلس، کالیفرنیا    | سی‌ام پانک در مقابل آلبرتو دل ریو                                                                    | ۲۹۶٬۰۰۰         |
| سپتامبر ۱۸ | شب قهرمانان                       | اولین سنتر نیاگارا | بافلو، نیویورک         | تریپل اچ در مقابل سی‌ام پانک                                                                         | ۱۶۱٬۰۰۰         |
| اکتبر ۲    | هل این ا سل                       | نیو اورلئان آرنا   | نیو اورلئان، لوئیزیانا | جان سینا در مقابل آلبرتو دل ریو در مقابل سی‌ام پانک                                                  | ۱۸۰٬۰۰۰         |
| اکتبر ۲۳   | انتقام                            | AT&T Center        | سن آنتونیو تگزاس       | آلبرتو دل ریو در مقابل جان سینا                                                                     |                 |
| نوامبر ۲۰  | سروایور سریز                      | مدیسن اسکوئر گاردن | نیویورک، نیویورک       | جان سینا و راک در مقابل حقیقت (د میز و آر-تروث)                                                     | ۲۸۱٬۰۰۰         |
| دسامبر ۱۸  | تی‌ال‌سی: میزها، نردبان‌ها و صندلی‌ها | ۱ مارینر آرنا      | بالتیمور، مریلند       | سی‌ام پانک در مقابل د میز در مقابل آلبرتو دل ریو                                                     | ۱۷۹٬۰۰۰         |

#### ۲۰۱۲
| تاریخ       | رویداد                            | محل برگزاری               | محل                     | رویداد اصلی                                                                  | تعداد تماشاچیان |
| ----------- | --------------------------------- | ------------------------- | ----------------------- | ---------------------------------------------------------------------------- | --------------- |
| ژانویه ۲۹   | رویال رامبل                       | رایان بالجر سنتر          | St. Louis, Missouri     | مسابقهٔ رویال رامبل ۳۰ نفره                                                   | ۴۴۳٬۰۰۰         |
| فوریه ۱۹    | الیمینیشن چمبر                    | برادلی سنتر               | Milwaukee، ویسکانسین    | جان سینا در مقابل کین                                                        | ۱۷۸٬۰۰۰         |
| مارس ۱      | رسلمنیا XXVIII                    | خورشید زندگی ورزشگاه      | میامی گاردنز فلوریدا    | جان سینا در مقابل راک                                                        | ۱٬۲۵۳٬۰۰۰       |
| مارس ۲۹     | اکستریم رولز                      | آل‌استیت آرنا              | روزمونت، ایلینوی        | جان سینا در مقابل براک لزنر                                                  | ۲۶۳٬۰۰۰         |
| ممکن است ۲۰ | بیش از حد                         | PNC آرنا                  | Raleigh, North Carolina | جان سینا در مقابل John Laurinaitis                                           | ۱۶۷٬۰۰۰         |
| ژوئن ۱۷     | نو وی اوت                         | Izod سنتر                 | رادرفورد شرقی، نیوجرسی  | جان سینا در مقابل نمایش بزرگ                                                 | ۱۹۴٬۰۰۰         |
| ژوئیه ۱۵    | مانی این د بنک                    | سنتر هوایی ایالات متحده   | شهر فینیکس، آریزونا     | جان سینا در مقابل کین در مقابل کریس جریکو در مقابل نمایش بزرگ در مقابل د میز | ۱۸۸٬۰۰۰         |
| اوت ۱۹      | سامر اسلم                         | سنتر استیپلز              | لس آنجلس، کالیفرنیا     | براک لزنر در مقابل تریپل اچ                                                  | ۳۵۸٬۰۰۰         |
| سپتامبر ۱۶  | شب قهرمانان                       | TD باغ                    | بوستون، ماساچوست        | سی‌ام پانک در مقابل جان سینا                                                  | ۱۸۹٬۰۰۰         |
| اکتبر ۲۸    | هل این ا سل                       | فیلیپس آرنا               | آتلانتا، گرجستان        | سی‌ام پانک در مقابل رایبک                                                     | ۱۹۹٬۰۰۰         |
| نوامبر ۱۸   | سروایور سریز                      | بانکداران Life Fieldhouse | ایندیاناپلیس، ایندیانا  | سی‌ام پانک در مقابل رایبک در مقابل جان سینا                                   | ۲۰۸٬۰۰۰         |
| دسامبر ۱۶   | تی‌ال‌سی: میزها، نردبان‌ها و صندلی‌ها | بارکلیز سنتر              | بروکلین، نیویورک        | جان سینا در مقابل دالف زیگلر                                                 | ۱۷۵٬۰۰۰         |

#### ۲۰۱۳
| تاریخ      | رویداد                            | محل برگزاری             | محل                    | رویداد اصلی                                                                                                | تعداد تماشاچیان |
| ---------- | --------------------------------- | ----------------------- | ---------------------- | --- | --------------- |
| ژانویه ۲۷  | رویال رامبل                       | سنتر هوایی ایالات متحده | شهر فینیکس، آریزونا    | سی‌ام پانک در مقابل راک                                                                                     | ۵۷۹٬۰۰۰         |
| فوریه ۱۷   | الیمینیشن چمبر                    | نیو اورلئان آرنا        | نیو اورلئان، لوئیزیانا | راک در مقابل سی‌ام پانک                                                                                     | ۲۱۳٬۰۰۰         |
| مارس ۷     | رسلمنیا ۲۹                        | MetLife Stadium         | رادرفورد شرقی، نیوجرسی | راک در مقابل جان سینا                                                                                      | ۱٬۰۴۸٬۰۰۰       |
| مه ۱۹      | اکستریم رولز                      | رایان بالجر سنتر        | St. Louis, Missouri    | براک لزنر در مقابل تریپل اچ                                                                                | ۲۲۸٬۰۰۰         |
| ژوئن ۱۶    | پی‌بک                              | آل‌استیت آرنا            | روزمونت، ایلینوی       | جان سینا در مقابل رایبک                                                                                    | ۱۹۶٬۰۰۰         |
| ژوئیه ۱۴   | مانی این د بنک                    | ولز فارگو سنتر          | فیلادلفیا، پنسیلوانیا  | رندی اورتن در مقابل راب ون دم (آروی‌دی) در مقابل سی‌ام پانک در مقابل دنیل براین در مقابل شیمس در مقابل مسیحی | ۱۹۹٬۰۰۰         |
| اوت ۱۸     | سامر اسلم                         | سنتر استیپلز            | لس آنجلس، کالیفرنیا    | دنیل براین در مقابل رندی اورتن                                                                             | ۲۹۸٬۰۰۰         |
| سپتامبر ۱۵ | شب قهرمانان                       | جو لوئیس آرنا           | دیترویت، میشیگان       | رندی اورتن در مقابل دنیل براین                                                                             | ۱۷۵٬۰۰۰         |
| اکتبر ۶    | رزمگاه                            | اولین سنتر نیاگارا      | بافلو، نیویورک         | رندی اورتن در مقابل دنیل براین                                                                             |                 |
| اکتبر ۲۷   | هل این ا سل                       | American Airlines Arena | میامی، فلوریدا         | رندی اورتن در مقابل دنیل براین                                                                             | ۲۰۰٬۰۰۰         |
| نوامبر ۲۴  | سروایور سریز                      | TD باغ                  | بوستون، ماساچوست       | رندی اورتن در مقابل نمایش بزرگ                                                                             | ۱۷۹٬۰۰۰         |
| دسامبر ۱۵  | تی‌ال‌سی: میزها، نردبان‌ها و صندلی‌ها | تویوتا سنتر             | هوستون تگزاس           | رندی اورتن در مقابل جان سینا                                                                               |                 |

#### ۲۰۱۴
| تاریخ      | رویداد                                | محل برگزاری               | محل                    | رویداد اصلی |
| ---------- | ------------------------------------- | ------------------------- | ---------------------- | --- |
| ژانویه ۲۶  | رویال رامبل                           | Consol انرژی سنتر         | پیتسبرگ                | مسابقهٔ رویال رامبل ۳۰ نفره |
| فوریه ۲۳   | الیمینیشن چمبر                        | هدف سنتر                  | مینیاپولیس، مینه سوتا، | رندی اورتن در مقابل جان سینا در مقابل شیمس در مقابل دنیل براین در مقابل آنتونیو سزارو در مقابل مسیحی                                        |
| مارس ۶     | رسلمنیا XXX                           | ورزشگاه مرسدس بنز سوپردوم | نیو اورلئان، لوئیزیانا | رندی اورتن در مقابل باتیستا در مقابل دنیل براین                                                                                             |
| مارس ۴     | اکستریم رولز                          | Izod سنتر                 | رادرفورد شرقی، نیوجرسی | دنیل براین در مقابل کین |
| ژوئن ۱     | پی‌بک                                  | آل‌استیت آرنا              | روزمونت، ایلینوی       | سپر (دین امبروزهای سث رالینز و رومن رینز) در مقابل تکامل (تریپل اچ، رندی اورتن و باتیستا)                                                   |
| ژوئن ۲۹    | مانی این د بنک                        | TD باغ                    | بوستون، ماساچوست       | جان سینا در مقابل آلبرتو دل ریو در مقابل بری وایات در مقابل آنتونیو سزارو در مقابل کین در مقابل رندی اورتن در مقابل رومن رینز در مقابل شیمس |
| ژوئیه ۲۰   | رزمگاه                                | Tampa Bay Times فروم      | تمپا فلوریدا           | جان سینا در مقابل رندی اورتن در مقابل کین در مقابل رومن رینز                                                                                |
| اوت ۱۷     | سامر اسلم                             | سنتر استیپلز              | لس آنجلس، کالیفرنیا    | جان سینا در مقابل براک لزنر |
| سپتامبر ۲۱ | شب قهرمانان                           | بریجستون آرنا             | نشویل، تنسی            | براک لزنر در مقابل جان سینا |
| اکتبر ۲۶   | هل این ا سل                           | خطوط هوایی آمریکا سنتر    | دالاس، تگزاس           | دین امبروز در مقابل سث رالینز |
| نوامبر ۲۳  | سروایور سریز                          | رایان بالجر سنتر          | St. Louis, Missouri    | تیم سینا (جان سینا، دالف زیگلر، بیگ شو، رایبک و اریک روون) در مقابل تیم اقتدار (سث رالینز، کین، مارک هنری، روسف و لوک هارپر)                |
| دسامبر ۱۴  | TLC: Tables, Ladders و صندلی و… و پله | Quicken Loans Arena       | کلیولند، اوهایو        | دین امبروز در مقابل بری وایت |

#### ۲۰۱۵
| تاریخ      | رویداد                            | محل برگزاری        | محل                    | رویداد اصلی                                                          |
| ---------- | --------------------------------- | ------------------ | ---------------------- | -------------------------------------------------------------------- |
| ژانویه ۲۵  | رویال رامبل                       | ولز فارگو سنتر     | فیلادلفیا، پنسیلوانیا  | مسابقهٔ رویال رامبل ۳۰ نفره                                           |
| فوریه ۲۲   | فست‌لین                            | فد اکس فروم        | ممفیس تنسی             | رومن رینز در مقابل دنیل براین                                        |
| مارس ۲۹    | رسلمنیا ۳۱                        | لوی ورزشگاه        | سانتا کلارا، کالیفرنیا | براک لزنر در مقابل رومن رینز در مقابل سث رالینز                      |
| آوریل ۲۶   | اکستریم رولز                      | آل‌استیت آرنا       | روزمونت، ایلینوی       | سث رالینز در مقابل رندی اورتن                                        |
| آوریل ۱۷   | پی‌بک                              | سلطنتی مزارع آرنا  | بالتیمور، مریلند       | سث رالینز در مقابل رومن رینز در مقابل رندی اورتن در مقابل دین امبروز |
| مه ۳۱      | الیمینیشن چمبر                    | آمریکا بانک سنتر   | کورپس کریستی، تگزاس    | سث رالینز در مقابل دین امبروز                                        |
| ژوئن ۱۴    | مانی این د بنک                    | در سراسر کشور آرنا | Columbus, Ohio         | سث رالینز در مقابل دین امبروز                                        |
| ژوئیه ۱۹   | رزمگاه                            | رایان بالجر سنتر   | St. Louis, Missouri    | سث رالینز در مقابل براک لزنر                                         |
| اوت ۲۳     | سامر اسلم                         | بارکلیز سنتر       | بروکلین، نیویورک       | آندرتیکر در مقابل براک لزنر                                          |
| سپتامبر ۲۰ | شب قهرمانان                       | تویوتا سنتر        | هوستون تگزاس           | سث رالینز در مقابل استینگ                                            |
| اکتبر ۲۵   | هل این ا سل                       | سنتر استیپلز       | لس آنجلس، کالیفرنیا    | براک لزنر در مقابل آندرتیکر                                          |
| نوامبر ۲۲  | سروایور سریز                      | فیلیپس آرنا        | آتلانتا، گرجستان       | رومن رینز در مقابل شیمس                                              |
| دسامبر ۱۳  | تی‌ال‌سی: میزها، نردبان‌ها و صندلی‌ها | TD باغ             | بوستون، ماساچوست       | شیمس در مقابل رومن رینز                                              |

#### ۲۰۱۶
| تاریخ      | رویداد                            | محل برگزاری               | محل                     | رویداد اصلی                                      |
| ---------- | --------------------------------- | ------------------------- | ----------------------- | ------------------------------------------------ |
| ژانویه ۲۴  | رویال رامبل                       | اموی سنتر                 | اورلاندو فلوریدا        | مسابقهٔ رویال رامبل ۳۰ نفره                       |
| فوریه ۲۱   | فست‌لین                            | Quicken Loans Arena       | کلیولند، اوهایو         | رومن رینز در مقابل دین امبروز در مقابل براک لزنر |
| مارس ۳     | رسلمنیا ۳۲                        | AT&T ورزشگاه              | آرلینگتون تگزاس         | تریپل اچ در مقابل رومن رینز                      |
| ممکن است ۱ | پی‌بک                              | آل‌استیت آرنا              | روزمونت، ایلینوی        | رومن رینز در مقابل ای‌جی استایلز                  |
| مه ۲۲      | اکستریم رولز                      | مشخصاتش سنتر              | نیوآرک، نیوجرسی         | رومن رینز در مقابل ای‌جی استایلز                  |
| ژوئن ۱۹    | مانی این د بنک                    | T-موبایل آرنا             | پارادایس، نوادا         | سث رالینز در مقابل دین امبروز                    |
| ژوئیه ۲۴   | رزمگاه                            | Verizon سنتر              | واشینگتن                | دین امبروز در مقابل رومن رینز در مقابل سث رالینز |
| اوت ۲۱     | سامر اسلم                         | بارکلیز سنتر              | بروکلین، نیویورک        | براک لزنر در مقابل رندی اورتن                    |
| ۱۱ سپتامبر | بک‌لش                              | ریچموند سالن بزرگ         | ریچموند، ویرجینیا       | دین امبروز در مقابل ای‌جی استایلز                 |
| سپتامبر ۲۵ | برخورد قهرمانان                   | بانکداران Life Fieldhouse | ایندیاناپلیس، ایندیانا  | کوین اونز در مقابل سث رالینز                     |
| اکتبر ۹    | نو مرسی                           | طلایی ۱ سنتر              | ساکرامنتو کالیفرنیا     | رندی اورتن در مقابل بری وایت                     |
| اکتبر ۳۰   | هل این ا سل                       | TD باغ                    | بوستون، ماساچوست        | ساشا بنکس در مقابل شارلوت فلیر                   |
| نوامبر ۲۰  | سروایور سریز                      | ایر کانادا سنتر           | تورنتو، انتاریو، کانادا | گلدبرگ در مقابل براک لزنر                        |
| دسامبر ۴   | تی‌ال‌سی: میزها، نردبان‌ها و صندلی‌ها | خطوط هوایی آمریکا سنتر    | دالاسهای تگزاس          | ای‌جی استایلز در مقابل دین امبروز                 |
| دسامبر ۱۸  | موانع: آخر خط                     | PPG رنگ آرنا              | پیتسبورگهای پنسیلوانیا  | کوین اونز در مقابل رومن رینز                     |

#### ۲۰۱۷
| تاریخ      | رویداد                            | محل برگزاری              | محل                    | رویداد اصلی |
| ---------- | --------------------------------- | ------------------------ | ---------------------- | --- |
| ژانویه ۲۹  | رویال رامبل                       | Alamodome                | سن آنتونیو تگزاس       | مسابقهٔ رویال رامبل ۳۰ نفره |
| فوریه ۱۲   | الیمینیشن چمبر                    | صحبت کردن چوب توچال آرنا | شهر فینیکس، آریزونا    | جان سینا در مقابل ای‌جی استایلز در مقابل د میز در مقابل بری وایات در مقابل دین امبروز در مقابل بارون کوربین                                        |
| مارس ۵     | فست‌لین                            | برادلی سنتر              | Milwaukee، ویسکانسین   | کوین اونز در مقابل گلدبرگ |
| مارس ۲     | رسلمنیا ۳۳                        | کمپینگ جهان ورزشگاه      | اورلاندو فلوریدا       | آندرتیکر در مقابل رومن رینز |
| مارس ۳۰    | پی‌بک                              | سنتر SAP                 | سن خوزه، کالیفرنیا     | رومن رینز در مقابل براون استرومن |
| مارس ۲۱    | بک‌لش                              | آل‌استیت آرنا             | روزمونت، ایلینوی       | رندی اورتن در مقابل جیندر ماهال |
| ژوئن ۴     | اکستریم رولز                      | سلطنتی مزارع آرنا        | بالتیمور، مریلند       | رومن رینز در مقابل سث رالینز در مقابل فین بلر در مقابل بری وایات در مقابل ساموا جو                                                                |
| ژوئن ۱۸    | مانی این د بنک                    | رایان بالجر سنتر         | St. Louis, Missouri    | ای‌جی استایلز در مقابل شینسکه ناکامورا در مقابل سمی زین مقابل دالف زیگلر در مقابل بارون کوربین در مقابل کوین اونز                                  |
| ژوئیه ۹    | توپ‌های بزرگ آتشین                 | خطوط هوایی آمریکا سنتر   | دالاس، تگزاس           | براک لزنر در مقابل ساموا جو |
| ژوئیه ۲۳   | رزمگاه                            | ولز فارگو سنتر           | فیلادلفیا، پنسیلوانیا  | جیندر ماهال مقابل رندی اورتن |
| اوت ۲۰     | سامر اسلم                         | بارکلیز سنتر             | بروکلین، نیویورک       | براک لزنر در مقابل رومن رینز در مقابل ساموآ جو در مقابل براون استرومن                                                                             |
| سپتامبر ۲۴ | نو مرسی                           | سنتر استیپلز             | لس آنجلس، کالیفرنیا    | براک لزنر در مقابل براون استرومن |
| اکتبر ۸    | هل این ا سل                       | Little Caesars آرنا      | دیترویت، میشیگان       | شین مک‌من در مقابل کوین اونز |
| اکتبر ۲۲   | تی‌ال‌سی: میزها، نردبان‌ها و صندلی‌ها | هدف سنتر                 | مینیاپولیس، مینه سوتا، | کرت انگل، دین امبروز و سث رالینز در مقابل د میز براون استرومن‌های کین آنتونیو سزارو و شیمس                                                         |
| نوامبر ۱۹  | سروایور سریز                      | تویوتا سنتر              | هوستون تگزاس           | تیم راء (کرت انگل، تریپل اچ، براون استرومن، فین بلر و ساموآ جو) در مقابل تیم اسمک‌داون (شین مک‌من جان سینا، رندی اورتن، شینسکه ناکامورا و بابی رود) |
| دسامبر ۱۷  | برخورد قهرمانان                   | TD باغ                   | بوستون، ماساچوست       | ای‌جی استایلز در مقابل جیندر ماهال |

#### ۲۰۱۸
| تاریخ      | رویداد                     | محل برگزاری                        | محل                            | رویداد اصلی |
| ---------- | -------------------------- | ---------------------------------- | ------------------------------ | --- |
| ژانویه ۲۸  | رویال رامبل                | ولز فارگو سنتر                     | فیلادلفیاهای پنسیلوانیا        | مسابقهٔ رویال رامبل ۳۰ نفره زنان |
| فوریه ۲۵   | الیمینیشن چمبر             | تی-موبایل آرنا                     | پارادایس، نوادا                | براون استرومن در مقابل الیاس در مقابل جان سینا در مقابل رومن رینز در مقابل د میز در مقابل فین بلر در مقابل سث رالینز                      |
| مارس ۱۱    | فست‌لین                     | در سراسر کشور آرنا                 | کلمبوسهای اوهایو               | ای‌جی استایلز در مقابل جان سینا در مقابل کوین اونز در مقابل سمی زین مقابل بارون کوربین در مقابل دالف زیگلر                                 |
| مارس ۸     | رسلمنیا ۳۴                 | ورزشگاه مرسدس بنز سوپردوم          | نیواورلئان، لوئیزیانا          | براک لزنر در مقابل رومن رینز |
| آوریل ۲۷   | بزرگترین رویال رامبل       | ورزشگاه بین‌المللی ملک عبدالله      | جده، عربستان سعودی             | ۵۰-بزرگترین Royal Rumble match |
| مارس ۶     | بک‌لش                       | مشخصاتش سنتر                       | نیوآرک، نیوجرسی                | رومن رینز در مقابل ساموا جو |
| ژوئن ۱۷    | مانی این د بنک             | آل‌استیت آرنا                       | رووزمانت، ایلینوی              | بابی رود در مقابل براون استرومن در مقابل فین بلر در مقابل کوین اونز در مقابل کوفی کینگستون در مقابل روسف در مقابل ساموآ جو در مقابل د میز |
| ژوئیه ۱۵   | اکستریم رولز               | PPG رنگ آرنا                       | پیتسبورگ، پنسیلوانیا           | دالف زیگلر در مقابل سث رالینز |
| اوت ۱۹     | سامر اسلم                  | بارکلیز سنتر                       | بروکلین، نیویورک               | براک لزنر در مقابل رومن رینز |
| سپتامبر ۱۶ | هل این ا سل                | AT&T Center                        | سن آنتونیو، تگزاس              | رومن رینز در مقابل براون استرومن |
| اکتبر ۶    | نشان می‌دهد فوق‌العاده پایین | زمین ملبورن کریکت                  | ملبورنهای ویکتوریاهای استرالیا | آندرتیکر در مقابل تریپل اچ |
| اکتبر ۲۸   | تکامل                      | یادبود سربازان ناسائو در سالن بزرگ | یونیندل نیویورک                | روندا راسی در مقابل نیکی بلا |
| نوامبر ۲   | گوهر تاج                   | دانشگاه ملک سعود در ورزشگاه        | ریاضبا عربستان سعودی           | دی-جنریشن اکس (تریپل اچ و شاون مایکلز) در مقابل برادران تخریب (آندرتیکر و کین)                                                            |
| نوامبر ۱۸  | سروایور سریز               | سنتر استیپلز                       | لس آنجلسسکس کالیفرنیا          | دنیل براین در مقابل براک لزنر |

#### 2019
| تاریخ      | رویداد                   | محل برگزاری               | محل                             | رویداد اصلی |
| ---------- | ------------------------ | ------------------------- | ------------------------------- | --- |
| 27 ژانویه  | رویال رامبل              | فنیکس، آریزونا            | میدان تعقیب                     | مسابقه 30 مرد رویال رامبل |
| 19 فوریه   | اتاق حذف                 | هیوستون، تگزاس            | مرکز تویوتا                     | دنیل برایان (c) در مقابل ای جی استایلز در مقابل جف هاردی در مقابل کوفی کینگستون مقابل رندی اورتون در مقابل ساموآ جو در مسابقه Elimination Chamber برای قهرمانی WWE                                        |
| 10 مارس    | Fastlane                 | کلیولند، اوهایو           | Quicken Loans Arena             | شیلد ( دین امبروز ، رومن رینز و ست رولینز ) در مقابل بارون کوربین ، درو مک اینتایر و بابی لشلی در مسابقه تیمی Six Man Tag                                                                                 |
| 7 آپریل    | رسلمنیا 35               | ایست رادرفورد، نیوجرسی    | استادیوم مت لایف                | بکی لینچ در برابر روندا روسی (ج؛ راو) و شارلوت فلیر (ج؛ اسمک‌دان) در یک برنده تمام مسابقات تهدید سه گانه را برای قهرمانی زنان WWE Raw و قهرمانی زنان WWE اسمک‌دان انجام می‌دهد.                              |
| 19 می      | پول در بانک              | هارتفورد، کانکتیکات       | \| مرکز XL \|                   | براک لزنر در مقابل ریکوشت در مقابل درو مک اینتایر در مقابل بارون کوربین در مقابل علی در مقابل فین بالر در مقابل آندراد در مقابل رندی اورتون در مسابقه نردبان پول در بانک برای قرارداد مسابقه قهرمانی جهان |
| 7 ژوئن     | Super ShowDown           | جده، عربستان سعودی        | استادیوم بین المللی ملک عبدالله | جان سینا و دنیل برایان که هر دو از شرکت در رویداد Crown Jewel در پی ترور جمال خاشقجی امتناع کرده بودند نیز از شرکت در Super ShowDown خودداری کردند.                                                       |
| 23 ژوئن    | زمین کوبیدن              | گنبد تاکوما               | تاکوما، واشنگتن                 | ست رولینز از قهرمانی جهانی در برابر بارون کوربین دفاع کرد که نشان داد داور ویژه میهمان لیسی ایوانز است.                                                                                                   |
| 4 جولای    | قوانین افراطی            | مرکز ولز فارگو            | Philadelphia, Pennsylvania      | براک لزنر از قرارداد Money in the Bank با ست رولینز پول نقد کرد تا برای سومین بار قهرمان مسابقات جهانی شود.                                                                                               |
| 15 سپتامبر | Clash of Champions       | مرکز طیف در شارلوت        | کارولینای شمالی                 | که در آن کشتی‌گیران قهرمانان ، شرورها یا شخصیت‌های کمتر متمایز را در رویدادهای فیلم‌نامه‌ای به تصویر می‌کشند که تنش ایجاد می‌کنند و در یک مسابقه کشتی یا مجموعه‌ای از مسابقات به اوج خود می‌رسند.                 |
| 6 اکتبر    | جهنم در یک سلول          | مرکز گلدن 1 در ساکرامنتو  | کالیفرنیا                       | |
| 31 اکتبر   | Crown Jewel              | استادیوم دانشگاه ملک سعود | ریاض ، عربستان سعودی            | |
| 8 نوامبر   | سامراسلم                 | تورنتو، انتاریو، کانادا   | Scotiabank Arena                | |
| 19 نوامبر  | سری بازمانده             | روزمونت، ایلینوی          | Allstate Arena                  | |
| 15 دسامبر  | TLC: میز، نردبان و صندلی | مرکز تارگت در مینیاپولیس  | مینه سوتا                       | |
| مرکز XL    |                          |                           |                                 | |

## رویدادهای آینده
| تاریخ     | رویداد                            | محل برگزاری | محل                   | رویداد اصلی |
| --------- | --------------------------------- | ----------- | --------------------- | ----------- |
| دسامبر ۱۶ | تی‌ال‌سی: میزها، نردبان‌ها و صندلی‌ها | SAP سنتر    | San Joseهای کالیفرنیا | TBA         |

### ۲۰۱۹
| تاریخ     | رویداد       | محل برگزاری     | محل                         | رویداد اصلی |
| --------- | ------------ | --------------- | --------------------------- | ----------- |
| ژانویه ۲۷ | رویال رامبل  | تعقیب زمینه     | شهر فینیکس، آریزونا         | TBA         |
| مارس ۷    | رسلمانیا ۳۵  | MetLife Stadium | رادرفورد شرقی، نیوجرسی      | TBA         |
| اوت ۱۱    | سامر اسلم    | Scotiabank آرنا | تورنتوهای انتاریوهای کانادا | TBA         |
| نوامبر ۲۴ | سروایور سریز | آل‌استیت آرنا    | روزمونت، ایلینوی            | TBA         |

## بیشترین مسابقات پی-پر-ویو
ده کشتی‌گیر زیر بیشترین تعداد مسابقه را در رویدادهای ماهانهٔ دبلیودبلیوئی داشته‌اند. (آخرین آپدیت: سروایور سریز (۲۰۱۸))
| رتبه | کشتی‌گیر     | تعداد مسابقات پی-پر-ویو | اولین مسابقه در پی-پر-ویو | آخرین مسابقه در پی-پر-ویو |
| ---- | ----------- | ----------------------- | ------------------------- | ------------------------- |
| ۱    | کین         | ۱۷۴                     | ۱۹۹۵                      | ۲۰۱۸                      |
| ۲    | آندرتیکر    | ۱۷۰                     | ۱۹۹۰                      | ۲۰۱۸                      |
| ۳    | تریپل اچ    | ۱۶۸                     | ۱۹۹۵                      | ۲۰۱۸                      |
| ۴    | جان سینا    | ۱۶۰                     | ۲۰۰۲                      | ۲۰۱۸                      |
| ۵    | رندی اورتن  | ۱۵۱                     | ۲۰۰۲                      | ۲۰۱۸                      |
| ۶    | بیگ شو      | ۱۴۲                     | ۱۹۹۹                      | ۲۰۱۷                      |
| ۷    | کریس جریکو  | ۱۴۱                     | ۱۹۹۹                      | ۲۰۱۸                      |
| ۸    | اج          | ۱۲۶                     | ۱۹۹۸                      | ۲۰۱۱                      |
| ۹    | شاون مایکلز | ۱۱۶                     | ۱۹۸۸                      | ۲۰۱۸                      |
| ۱۰   | د میز       | ۱۰۳                     | ۲۰۰۴                      | ۲۰۱۸                      |

- تنها مسابقات اصلی پی-پر-ویوها محاسبه شده‌اند.
- مسابقات دارک مچ و کیک-آف شو به حساب نمی‌آیند.